# Jerez de la Frontera
Jerez de la Frontera (pron. [xeˈɾeð ðe la fɾɔnˈteɾa]), meglio conosciuto, semplicemente, come Jerez (pron. [xeˈɾeθ]), è un comune spagnolo di 212.730 abitanti (2022) situato nella comunità autonoma dell'Andalusia, nella provincia di Cadice ed è uno dei due comuni che costituiscono la comarca di Campiña de Jerez. La locuzione de la Frontera si riferisce alla Frontiera Granadina. Sede vescovile cattolica (diocesi di Jerez de la Frontera).
Si trova nel sud della penisola iberica, dista 12 km dall'Oceano Atlantico e 85 km dallo Stretto di Gibilterra ed è il centro urbano più popolato ed esteso della provincia e il quinto dell'Andalusia. La sua superficie comunale occupa 1.188,23 km² e si estende sulla valle del Guadalquivir. L'area comunale di Jerez fu la più grande dell'Andalusia fino alla secessione di San José del Valle del 1995, a partire dalla quale divenne la seconda dopo Cordova e la settima dell'intera Spagna. Inoltre, include un'ampia superficie del Parco naturale Los Arconocales e la Sierra di Gibalbín, conosciuti come Montes de Propio de Jerez.
Situata in una posizione centrale e ben collegata alla provincia, è il principale nodo di comunicazione di uno dei centri logistici e di trasporto dell'Andalusia occidentale. Grazie alle sue dimensioni e alle sue possibilità di crescita, Jerez ha un dinamismo economico maggiore rispetto al capoluogo di provincia. È conosciuta nel mondo per lo sherry. È ubicata in una zona fertile per l'agricoltura e l'allevamento.
È una delle città principali dell'area metropolitana della Bahia di Cadice-Jerez, terzo agglomerato urbano dell'Andalusia e uno dei più attivi economicamente e industrialmente. Inoltre, è un comune membro della Mancomunidad de Municipios Bahía de Cádiz. È sede episcopale dell'omonima diocesi cattolica, che comprende il nord della provincia di Cadice, prendendo il fiume Guadalete come linea di confine naturale.
Il 27 maggio 2009 il Parlamento dell'Andalusia approvò all'unanimità l'inserimento del comune sotto la legge 8/08 Città molto popolosa, conosciuta come legge delle grandi città andaluse (ley de grandes ciudades andaluzas).
Gran parte del centro storico della città è Bene d'interesse culturale con la denominazione di Conjunto Histórico: Casco Antiguo de Jerez de la Frontera (delimitación del Entorno 17-5-1982), numero identificativo RI-53-0000255.

## Geografia fisica

### Territorio
Posta nell'ampia pianura agricola di fronte all'Oceano Atlantico, Jerez è una città di aspetto, in parte, moderno. È attraversata dal fiume Guadalete.

### Clima
Jerez de la Frontera fa parte di una zona di clima mediterraneo con influenze oceaniche, caratterizzata da inverni umidi e temperati ed estati secche e calde. La temperatura media annuale è di 17,7 °C. Gli inverni sono leggeri, gennaio è il mese più freddo con 15,9 °C/5,4 °C. Le estati sono molto calde, agosto ha le temperature medie più alte, con 31,1 °C/18,4 °C e tutti gli anni vengono superati i 38 °C in varie occasioni.
Le precipitazioni cadono con una media annuale di 598 mm all'anno, concentrate principalmente nei mesi da ottobre ad aprile, dicembre è il mese più piovoso, con 109 mm. Ci sono 54 giorni di pioggia all'anno e 137 asciutti, 2.966 ore di sole all'anno, pochissimi giorni caratterizzati da gelate e nessuno da neve. Per più di 60 giorni all'anno vengono superati i 30 °C e c'è un clima con influenze oceaniche, ma anche molto secco e arido. La temperatura più elevata fu registrata il 16 agosto 2010 con una massima di 51 °C, mentre la più bassa fu una minima di -3 °C il 4 febbraio 2011. Durante l'inverno si registrano alcune gelate per circa 43 o 44 giorni all'anno.

Climogramma di Jerez de la Frontera (osservatorio dell'aeroporto)

| 1971-2000           | gen  | feb  | mar  | apr  | mag  | giu  | lug  | ago  | set  | ott  | nov  | dic  | TOTALE |
| ------------------- | ---- | ---- | ---- | ---- | ---- | ---- | ---- | ---- | ---- | ---- | ---- | ---- | ------ |
| Temp. media (°C)    | 10,7 | 12,0 | 14,0 | 15,4 | 18,4 | 22,0 | 25,5 | 25,7 | 23,5 | 19,1 | 14,7 | 11,9 | 17,7   |
| Temp. massima (°C)  | 15,9 | 17,5 | 20,2 | 21,5 | 24,6 | 28,8 | 33,0 | 33,1 | 30,2 | 25,0 | 20,1 | 16,8 | 23,9   |
| Temp. minima (°C)   | 5,4  | 6,6  | 7,7  | 9,4  | 12,1 | 15,3 | 18,0 | 18,4 | 16,8 | 13,3 | 9,2  | 7,1  | 11,6   |
| Precipitazioni (mm) | 89   | 60   | 42   | 54   | 37   | 13   | 2    | 6    | 22   | 67   | 86   | 109  | 598    |

## Origini del nome
Il primo nome attribuito alla città, al momento della sua fondazione da parte dei Fenici, fu Xera. Dopodiché, il termine in latino classico di Asta Regia, senza collegamento alcuno con il nome attuale, viene oggi usato per indicare una vecchia città, Mesas de Asta, che si trova a circa 11 km dal centro di Jerez.
Il nome attuale in castigliano deriva dalla forma araba شريش, che si pronuncia Sherish.
Quando il Regno di Castiglia tolse Jerez il 9 ottobre 1264 ai musulmani, nel periodo conosciuto con il nome di Reconquista, la città cambiò nome in Xerez in castigliano medievale, rappresentando il fonema /ʃ/ (simile alla sh inglese) con il grafema "X", seguendo le regole dell'epoca (altri casi simili si presentano nelle pronunce castigliane delle parole México e Texas). A Jerez sarebbe stato aggiunto poco tempo dopo de la Frontera, nel momento in cui avrebbe rappresentato la frontiera con il Regno di Granada e sarebbe stata poi scenario abituale di scaramucce e scontri tra entrambi i regni. Più di due secoli più tardi, attraverso la conquista di Granada nel 1492, Xerez perse definitivamente la sua condizione di città di confine, ma mantenne quella denominazione. Nel secolo XVI, il fonema /ʃ/ pronunciato "X" (Xerez) cambiò nell'attuale fonema /x/ (jota), imponendo lentamente, nel corso del tempo, l'utilizzo del grafema corrispondente "J" (Jerez).
La forma arcaica Xerez rimase tale nel nome che veniva dato alla città nelle varie lingue straniere sino a un passato molto prossimo e anche oggi continua a influenzare la pronuncia del nome dato al vino jerez: in portoghese e in gallego xerez [ʃəˈɾɛʃ], in catalano xerès [ʃəˈɾɛs], in inglese sherry [ˈʃeɹɪ], in francese xérès [ɡzeʀɛs], in italiano xeres [ˈksɛɾes], ecc.

## Storia

### Periodi

#### Preistoria ed età antica
La presenza umana attestata nella zona dall'Età del rame o Neolitico superiore, attratta dalla ricchezza naturale dell'allora esistente Lago Ligostino. Non è molto chiara l'identità di quegli indigeni con i quali si incontrarono i fenici, ma si attribuisce ai tartessi il primo grande insediamento preistorico della zona intorno al terzo millennio a.C.
In recenti scavi effettuati all'inizio del mese di luglio del 2009 ad Alcázar di Jerez de la Frontera, sono venuti alla luce fondi di capanne così come tracce della presenza di antichi silos che sembrava corrispondessero ad insediamenti di epoca preistorica, più precisamente del periodo dell'Età del rame, di circa 5.000 anni
Da allora si sono susseguite sei culture per il territorio comunale: tartesia, fenicia, romana, musulmana, ebraica e cristiana.
Il suo nome si rifà all'esistenza di una Xera fenicia, Sèrès, poi intensamente romanizzata con il nome di Ceret, nonostante la sua posizione sia tuttora sconosciuta. Fu nell'epoca romana che ebbe una grande importanza la città di Asta Regia, i cui resti archeologici si ritrovano nel quartiere naturale di Mesas de Asta.

#### Età medievale
Durante l'occupazione araba (711-1264), Jerez de la Frontera era conosciuta come Sherish, essendo una città di grande importanza. Nel corso dei secoli XII e XIII, Jerez visse n periodo di grande sviluppo, costruendosi il proprio sistema difensivo e configurandosi il tracciato urbanistico dell'attuale centro storico. Con la conquista di Siviglia del 1248, da parte di Fernando III il Santo, l'area di Sherish rimase sottomessa a una sorta di protettorato castigliano, tra la zona conquistata e la Frontiera Granadina. Nel 1264, dopo la rivolta dei mori, una campagna militare di Alfonso X il Saggio incorporò definitivamente la città e il suo regno alla Corona di Castiglia, specificamente al Regno di Siviglia. Secondo il libro di distribuzione della città, redatto dopo la conquista, esistevano in essa sette moschee.
Nell'attuale via Chancillería si trovò, fino alla conquista di Granada, l'Alto tribunale d'Appello della Castiglia.
Diego Fernández de Herrera, illustre cavaliere di Jerez, difese la sua città dalle ultime invasioni arabe. Lottò nel 1339 sotto il regno di Alfonso XI contro i continui assalti di Abú-Malik.
Con la presenza cristiana, il toponimo arabo si "castiglianizzò", passando a essere Xeres o Xerez. Con il tempo si aggiunse de la Frontera, perché il suo territorio confinava con il Sultanato di Granada. Sono di quest'epoca le Cantiche di Santa Maria, in molti dei quali si menziona la città di Jerez.
Nel secolo XV, Jerez visse nuovamente un forte sviluppo culturale, sociale ed economico, migliorando la propria agricoltura, il proprio commercio e la propria industria vinicola.

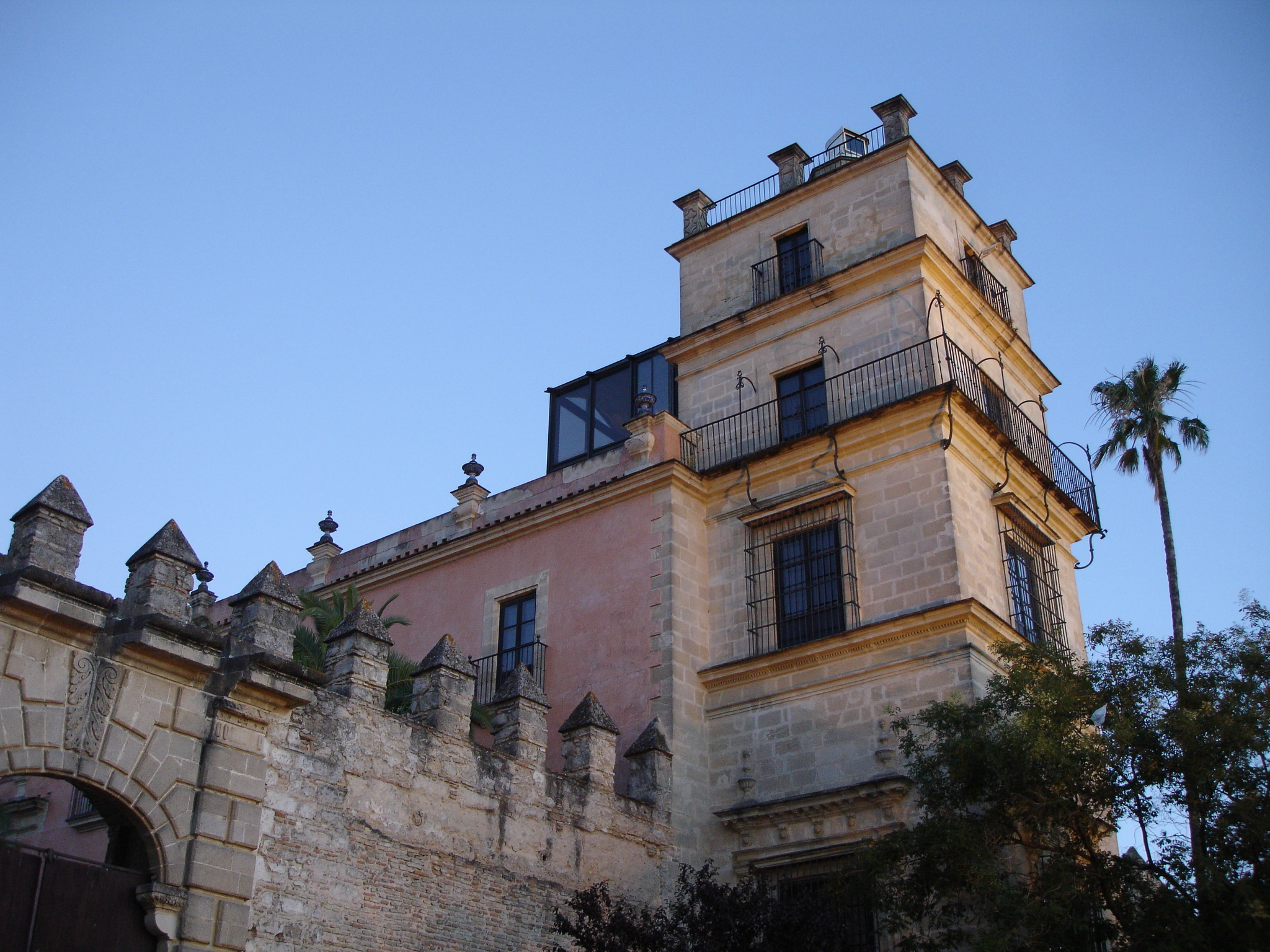
Torre municipale di Alcázar.
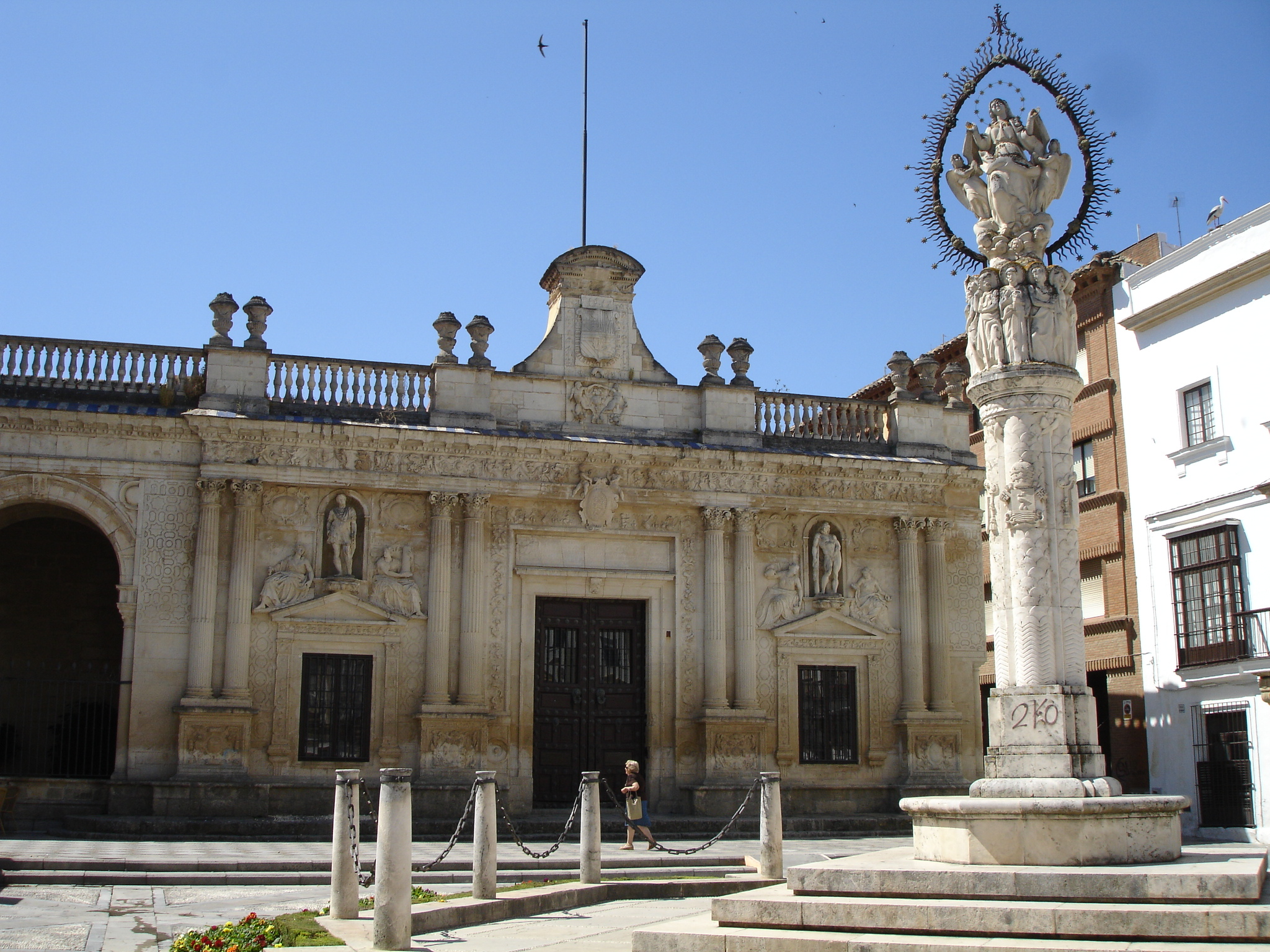
L'antico concistorio nella Piazza dell'Assunzione della città.
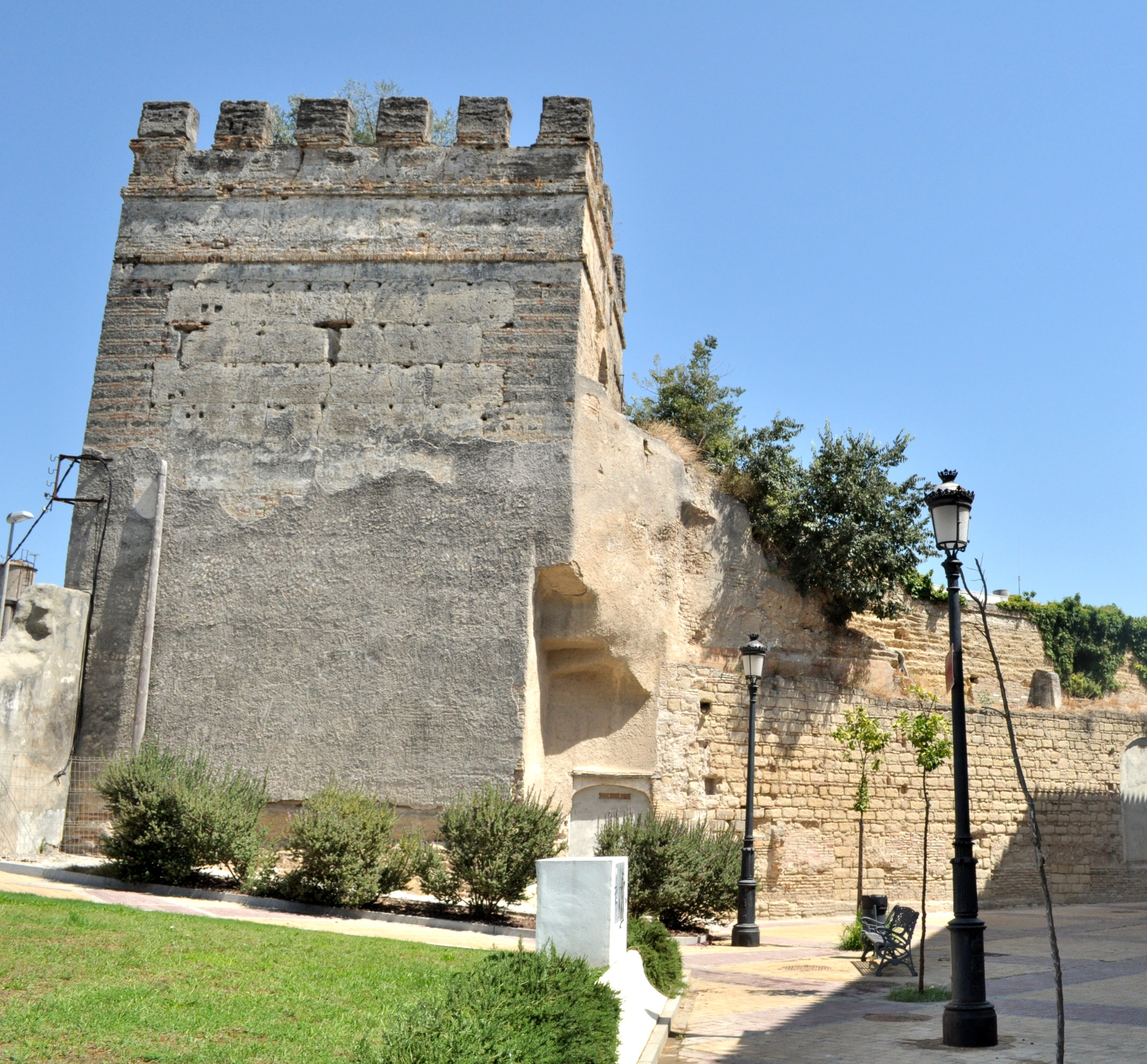
Torre delle Mura.
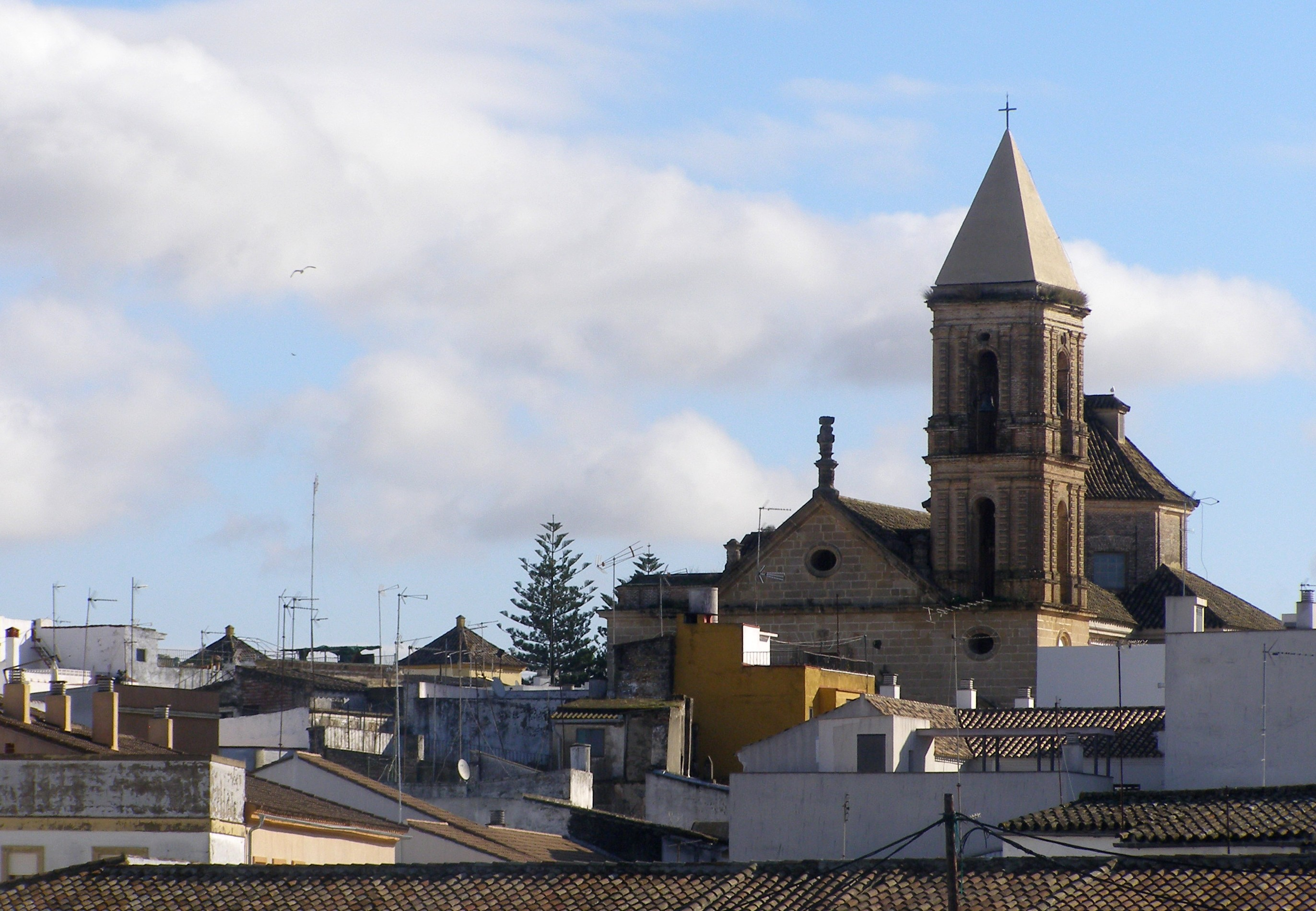
Torre della Basilica del Carmen sopra i tetti del centro storico.

#### Età moderna

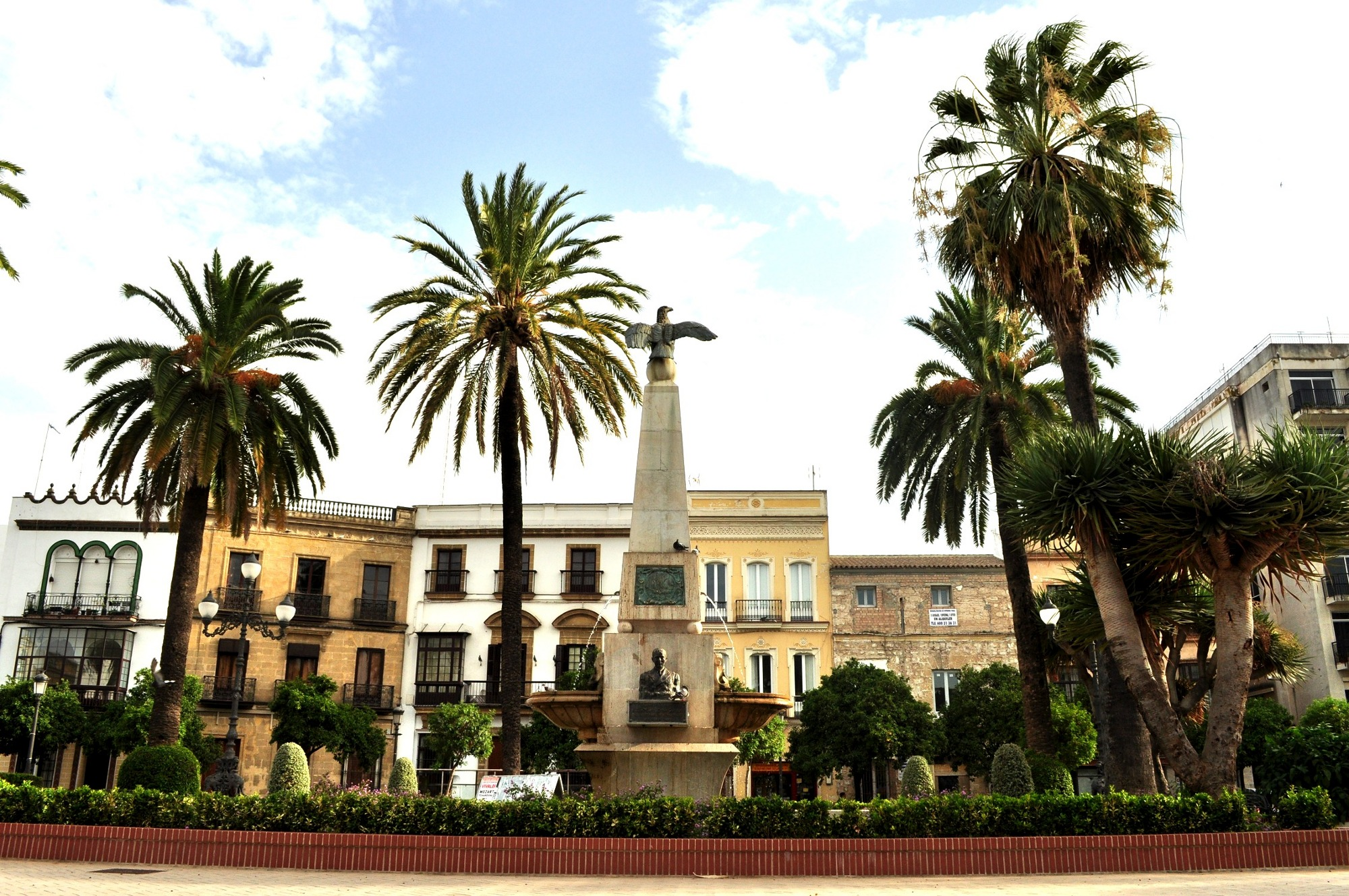
Plaza de las Angustias.

La scoperta dell'America e la conquista di Granada, nel 1492, favorirono la crescita di Jerez, resa una delle città più prospere dell'Andalusia, grazie al commercio e alla sua vicinanza ai porti di Siviglia e Cadice. Di fatto, la situazione strategica della città fece sì che Filippo II poté costruire un estuario navigabile affinché le navi potessero navigare dal molo della città (ad El Portal) alla città stessa attraverso il Guadalete e affinché Jerez fosse inclusa tra le 480 città del mondo che formano parte del Civitates orbis terrarum.
Nonostante che nel secolo XVII la decadenza politica, economica e sociale della Spagna degli ultimi Asburgo avessero lasciato la loro impronta nella città, questo non impedì che, durante il secolo successivo, Jerez continuasse il suo processo di crescita con buon ritmo verso una nuova tappa di modernizzazione e sviluppo: è a partire da allora che la città si rese famosa nel mondo e riconosciuta attraverso il proprio vino, denominato jerez, essendo molto conosciute le sue cantine (bodegas).

#### Età contemporanea

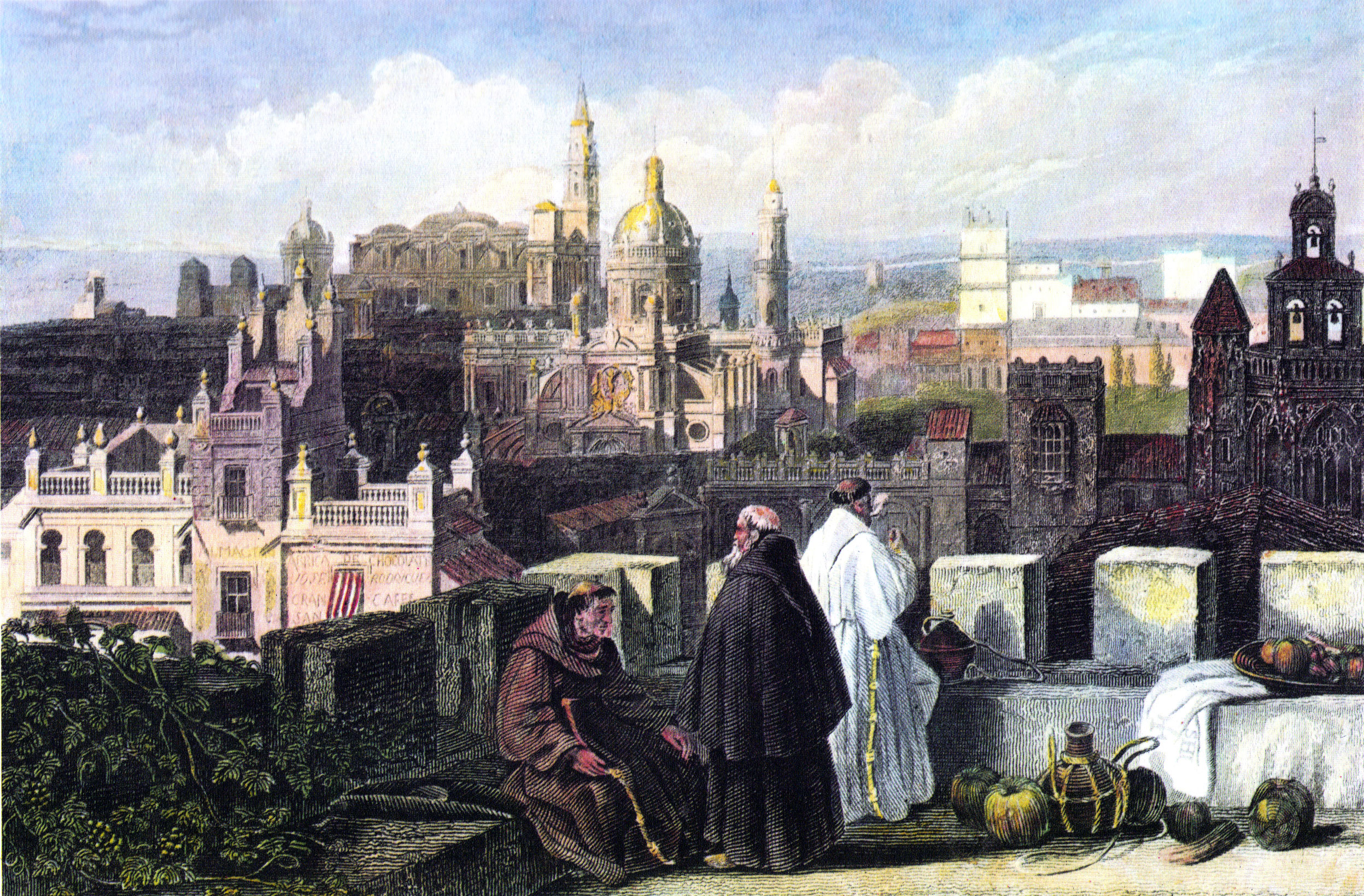
Incisione del 1835 con il palazzo di Villavicencio sullo sfondo.

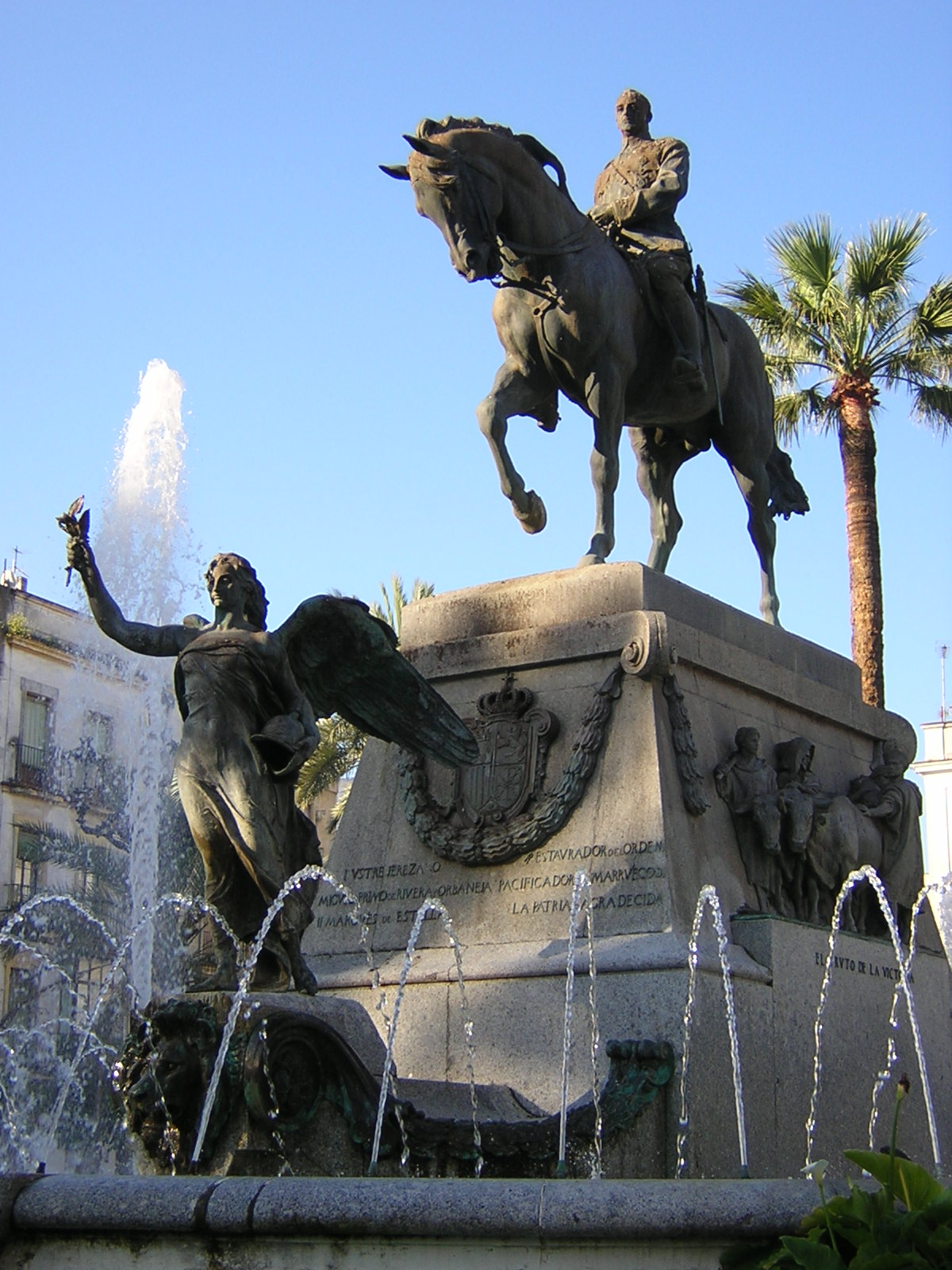
Monumento a Miguel Primo de Rivera, opera di Mariano Benlliure.

Nel 1810, durante il regno di Giuseppe Bonaparte e seguendo il progetto del chierico Juan Antonio Llorente venne attuata una nuova divisione amministrativa della Spagna in 38 prefetture, equivalenti alle province attuali. Le nuove prefetture furono istituite partendo da zero e ignorando fatti storici avvenuti in precedenza; furono nominate con il nome dell'elemento geografico più vicino. Jerez fu designata capitale della "Prefettura del Guadalete", nonostante fosse comune riferirsi a essa come "Prefettura di Xerez". La Real Audiencia della prefettura si trovava a Siviglia. Questa divisione amministrativa, ancora vigente a livello politico, non portò mai ad un governo effettivo, dovuto alla deriva della guerra d'indipendenza spagnola. Durante la suddetta guerra, Jerez subì l'occupazione e il saccheggio delle dipendenze municipali e delle chiese locali, il che provocò l'organizzazione di una strenua resistenza tra la sua popolazione, che si organizzò per lottare contro l'invasore. Questa spoliazione espose alla carestia e all'impoverimento la popolazione.
La confisca di Mendizábal significò la vendita, nel 1837, dei quattro quadri dell'altare maggiore del Monastero della Cartuja, che si trovano ancora nel Museo di Grenoble in Francia. Anche così, la maggior parte delle opere di Zurbarán sono conservate nel Museo di Cadice.
I secoli XVIII e XIX portarono l'industrializzazione alla città, e l'arrivo della prima linea ferroviaria dell'Andalusia, che avrebbe unito Jerez con il Porto di Santa Maria nel 1854 e con la zona del Trocadero, a Porto Reale nel 1856. Questa linea fu creata con la finalità di trasportare le bottiglie di vino da Jerez fino ai porti più vicini, per la sua successiva esportazione. Nel 1870 venne costruita una ferrovia urbana che collegava varie cantine, dal 1860 la città aveva un'illuminazione a gas e dal 1869 dispose di acqua corrente portata da Tempul attraverso una grande opera d'ingegneria. Venne creato anche il primo consorzio dei pompieri, uno dei primi della Spagna.
La società di Jerezdel (XIX secolo) aveva una struttura duale, un piccolo gruppo di cittadini formava la borghesia, nella quale erano compresi i grandi proprietari terrieri, gli esportatori di vino e buona parte della nobiltà, all'altro estremo c'erano le classi popolari, il proletario rurale e urbano. Questa struttura di dualità propiziò diverse sollevazioni di contadini, che il governo tentò di controllare ricorrendo all'azione de La Mano Negra (1882-1884), una specie di società segreta anarchica della Bassa Andalusia che, si diceva, avesse a Jerez il suo nucleo centrale nel corso della seconda metà del secolo XIX.
Il 21 maggio 1890, nella sessione ordinaria (pagina 266) del municipio di Jerez de la Frontera, viene indicato che, attraverso la prova di due lampioni da quattro luci, ognuno dei quali messi di fronte alla casa concistoriale, è approvata l'installazione di ventidue lampioni in due vie vicine, che furono montati nel luglio dello stesso anno. Jerez è, quindi, la prima città della Spagna a ricorrere ad un'illuminazione pubblica attraverso l'elettricità, nonostante questa circostanza storica sia reclamata anche dalla località di Haro, a La Rioja. Ciò che è certo è che entrambe le città installarono l'illuminazione pubblica quasi all'unisono, sebbene Jerez avesse iniziato con i primi lampioni elettrici per le sue vie, mentre Haro fu la prima a terminare completamente il proprio impianto. Cent'anni più tardi, il 17 settembre 1990, per commemorare questo fatto, entrambe le città iniziarono un processo di gemellaggio, che non si completò a causa di circostanze particolari.
Jerez è considerata la culla dell'attuale flamenco. Nel corso dei secoli XIX e XX nacquero e crebbero a Jerez artisti di grande prestigio nel canto popolare e nel suono la chitarra sullo stile del flamenco, come Manuel Torre, Fernando Terremoto, Tío Borrico, La Paquera, Agujetas, Manuel Morao, Parrilla de Jerez e, più recentemente, José Mercé, Moraíto, Miguel Flores "Capullo de Jerez" o Juan Moneo "El Torta". A Jerez si trova attualmente la Cattedra Andalusa di Flamencologia (Cátedra Andaluza de Flamencología), il Centro Andaluso del Flamenco (Centro Andaluz de Flamenco) e si progetta la costruzione della Città del Flamenco (Ciudad del Flamenco) (nonostante la data del termine della costruzione dell'opera non ci sia ancora).
All'inizio del secolo XX, Jerez lottava coraggiosamente per combattere la piaga che distrusse le viti europee e provocò la crisi nelle città che dipendevano quasi esclusivamente dal vino. Jerez si rifece, ripiantò le sue vigne con viti americane, integrò nella sua struttura agraria i nuovi prodotti agricoli e diversificò la sua industria.
Durante gli anni più oscuri della dittatura franchista si calcola che la repressione del regime abbia lasciato al suo passaggio più di 636 prigionieri politici e più di 3.000 abitanti di Jerez, che furono fucilati nelle fosse di Grazalema. Il resto della sua storia è parallela a quella del paese: depressione economica, autarchia, sviluppo degli anni sessanta, sistema democratico.

#### XXI secolo

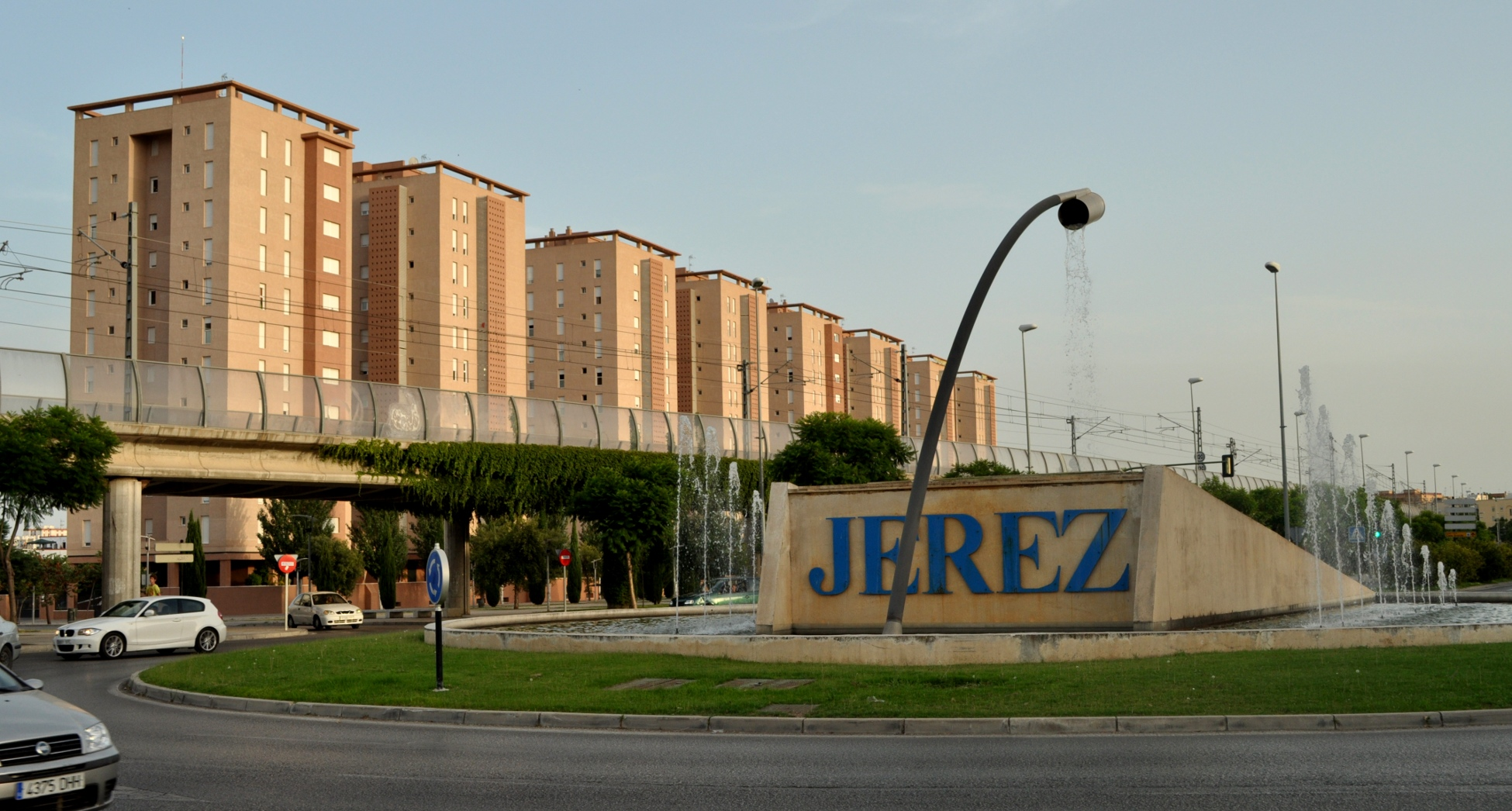
Rotonda de la Venencia, dopo l'elevazione dei binari della ferrovia a un livello superiore tra la Barriada España e El Pelirón.

Il secolo comincia sotto il mandato del sindaco Pedro Pacheco (membro del Partido Socialista de Andalucía - il partito socialista andaluso), che occupa la poltrona dalle prime elezioni municipali democratiche. Tra il 2000 e il 2002 vengono realizzate le opere dell'innalzamento dei binari della ferrovia a un livello sopraelevato nella zona settentrionale della città e un piccolo interramento degli stessi nella zona meridionale. In questo modo viene eliminata la barriera che era rappresentata dai binari, che fino a quel momento separavano vari quartieri dal resto della città.
Nelle elezioni amministrative del 2003 vi fu un pareggio tra il Partito Socialista Operaio Spagnolo (PSOE) con Pilar Sánchez a capo e il Partito Socialista dell'Andalusia (PSA) di Pacheco e molto vicino, con un consigliere in meno, si classificò il Partito Popolare (PP) di María José García-Pelayo. Venne allora stabilito un patto di governo tra il PSA e il PP, con il quale si giunse all'accordo di dividersi il municipio, due anni per ciascun partito. In questo modo, García-Pelayo fu nominata sindaco. Quest'ultima, nel marzo del 2005, due mesi prima di cedere la fascia a Pacheco, decise di rompere il patto di governo con lui, adducendo slealtà. PSOE e PSA decisero quindi di realizzare un nuovo patto di governo, con il quale questa volta sarebbe stata Pilar Sánchez sindaco nel corso del resto della legislatura.

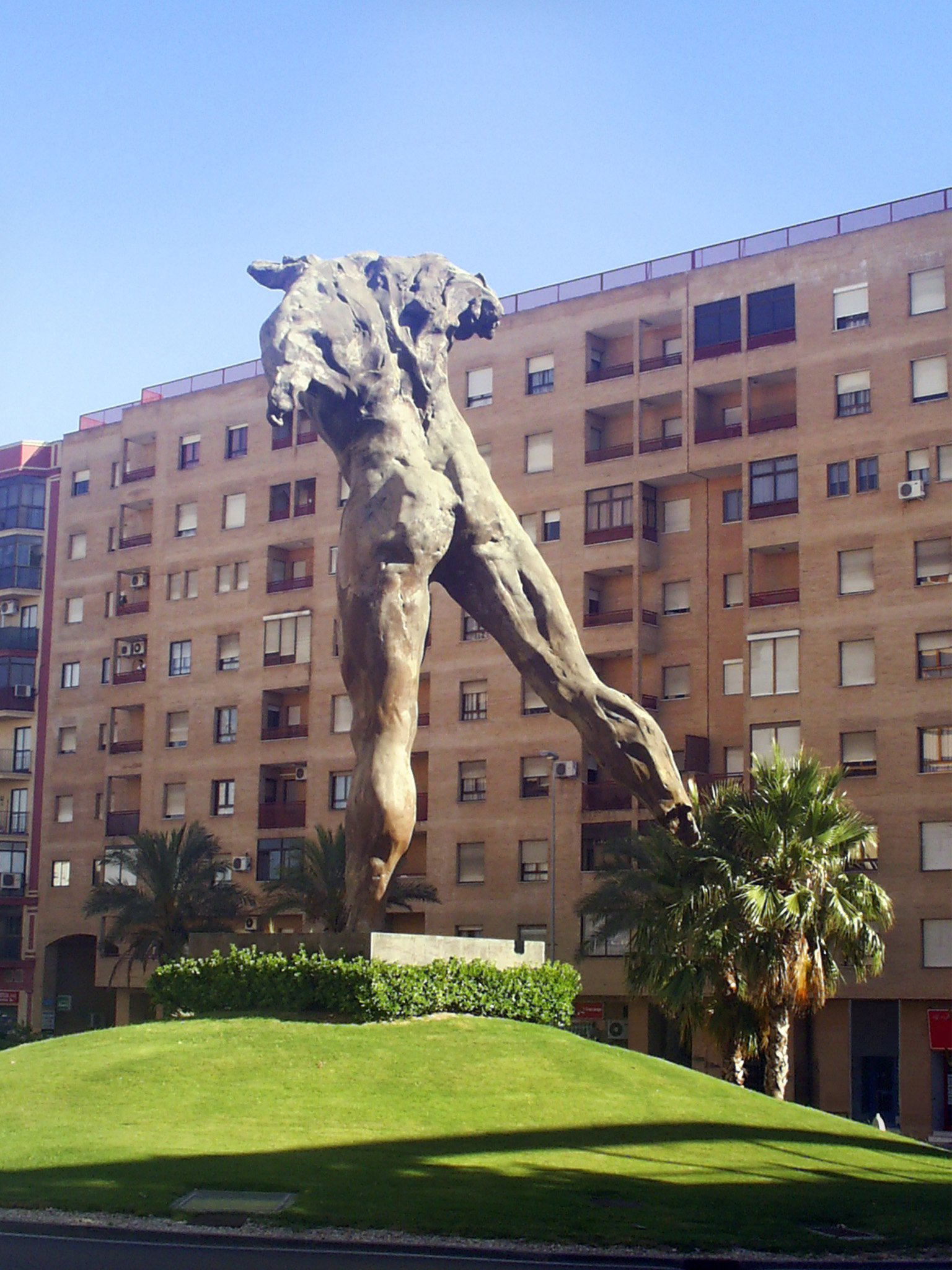
El Minotauro. Questa gigantesca scultura è orientata verso Creta. Rappresenta un minotauro vinto da Teseo dopo una lotta e in fuga verso Creta.

Nel gennaio del 2007 venne inaugurata la nuova circonvallazione dell'A-4 di passaggio nella città, nello stesso mese fu terminata la prima fase dell'ampliamento dell'aeroporto di Jerez. Alle elezioni amministrative del 2007, il PSOE ottenne la maggioranza assoluta. Dopo la sconfitta elettorale, Pedro Pacheco decise di non esercitare il suo dovere di consigliere. Nel formare il nuovo governo, Pilar Sánchez creò tre nuove delegazioni in base alla Legge delle Grandi Città della Spagna: il Distretto Sud, il Distretto Nord e il Distretto Granja-Delicias.
Nei bilanci generali dello stato del 2008 si sono impegnate varie parti che riguardano in forma diretta Jerez. La continuazione del rifacimento dell'aeroporto di Jerez comporterà che il terminale duplichi la sua attuale capacità e la costruzione di un nuovo edificio per parcheggiare veicoli. C'è già in funzionamento una stazione ferroviaria accanto all'aeroporto in cui i treni fermano e in un futuro prossimo lo faranno anche gli AVE, diventando uno dei quattro aeroporti della Spagna, insieme a quello di Siviglia, a quello di Barcellona e a quello di Ciudad Real, dove fermeranno treni di questo tipo. Sono inclusi anche propositi per sistemare il centro storico, nonostante tardino nell'essere attuate, così come il suo centro commerciale, riconosciuto come Centro Comercial Abierto.
Il 27 maggio del 2009 il Parlamento andaluso approvò all'unanimità la dichiarazione del municipio sotto il regime organizzativo della legge 8/08 Ciudades de gran población (Città molto popolate), conosciuta come ley de grandes ciudades andaluzas (legge delle grandi città andaluse). Riguardo all'attività imprenditoriale, sono state recentemente aperte la Città del Trasporto e il parco tecnologico agroindustriale di Jerez.
Ci sono diversi progetti pianificati per il futuro, i più distinti sono la creazione del polo aeronautico (2010), la creazione della nuova Ciudad del Flamenco (Città del Flamenco) e dopo la celebrazione dell'anno mondiale del flamenco (2013), il prolungamento dell'autostrada di circonvallazione e il raddoppio delle corsie della N-IV fino a Dos Hermanas (2015), l'inserimento dell'AVE in quello stesso anno e il centro di ricerca Rancho de la Merced, dell'Instituto de Investigación y Formación Agraria y Pesquera de Andalucía (Istituto di Ricerca e Formazione Agraria e Peschiera dell'Andalusia - IFAPA) (attualmente già usato per scopi formativi).

## Monumenti e luoghi d'interesse
Nella struttura urbana di Jerez è possibile distinguere chiaramente una crescita accurata, nella quale viene identificato il centro storico caratterizzato da una fisionomia andalusa e un allargamento, che segue una pianificazione urbanistica più elaborata.

### Architetture religiose
Tra i monumenti religiosi, spiccano le chiese e i monasteri (alcuni di clausura):

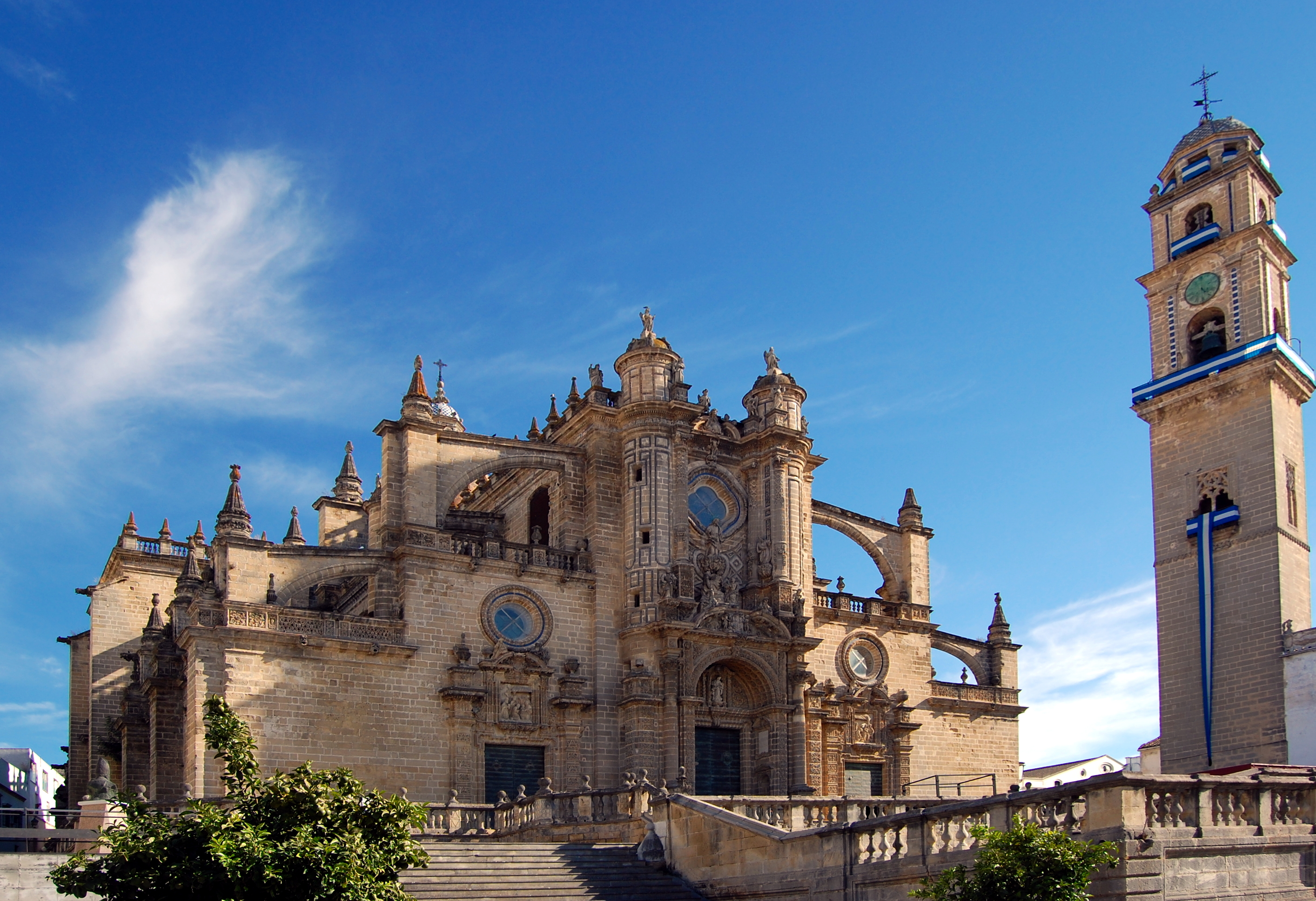
Cattedrale di Cristo Salvatore. In essa si trova la Nostra Signora del Soccorso, compatrona della città.

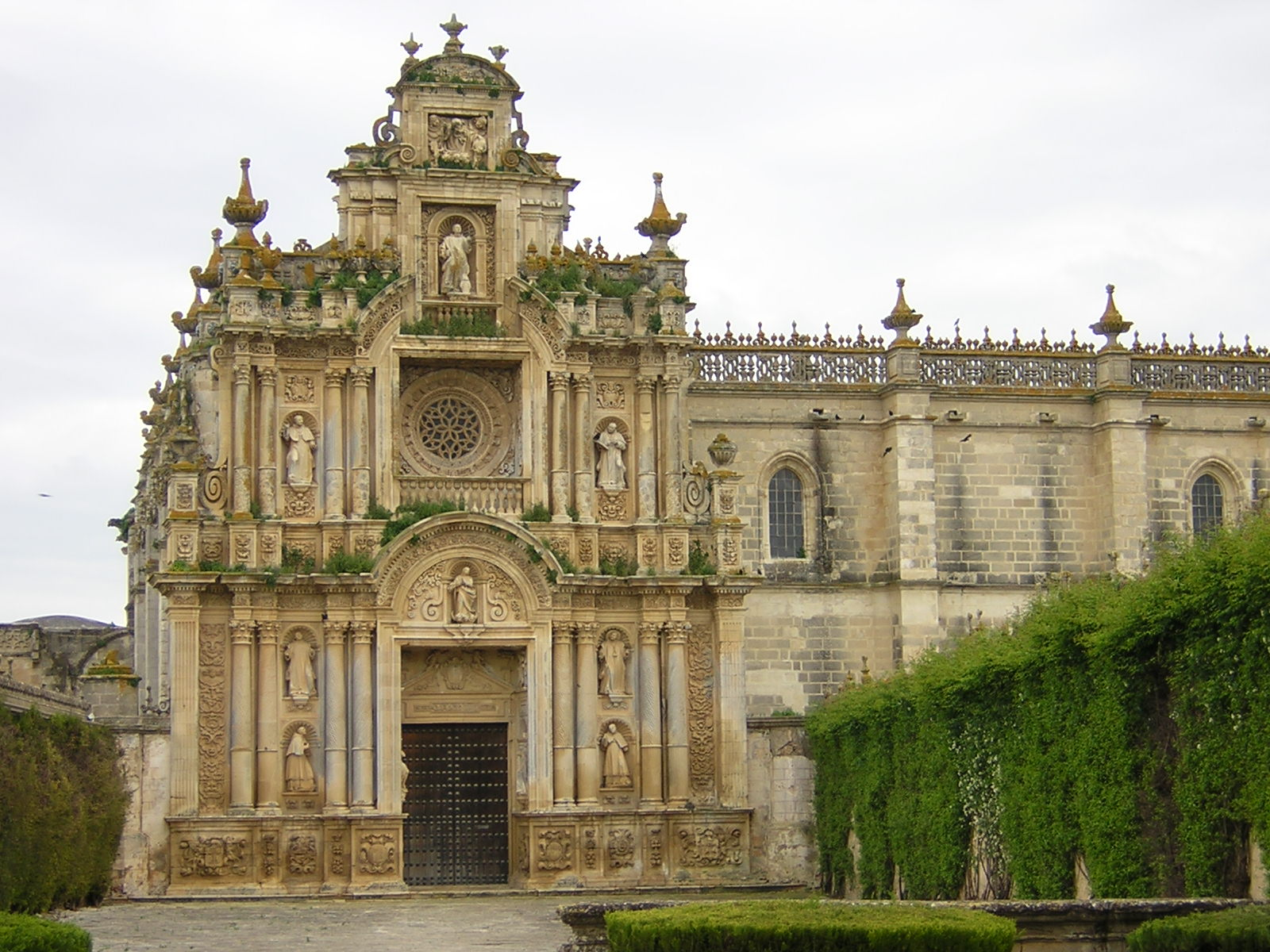
Certosa di Jerez.

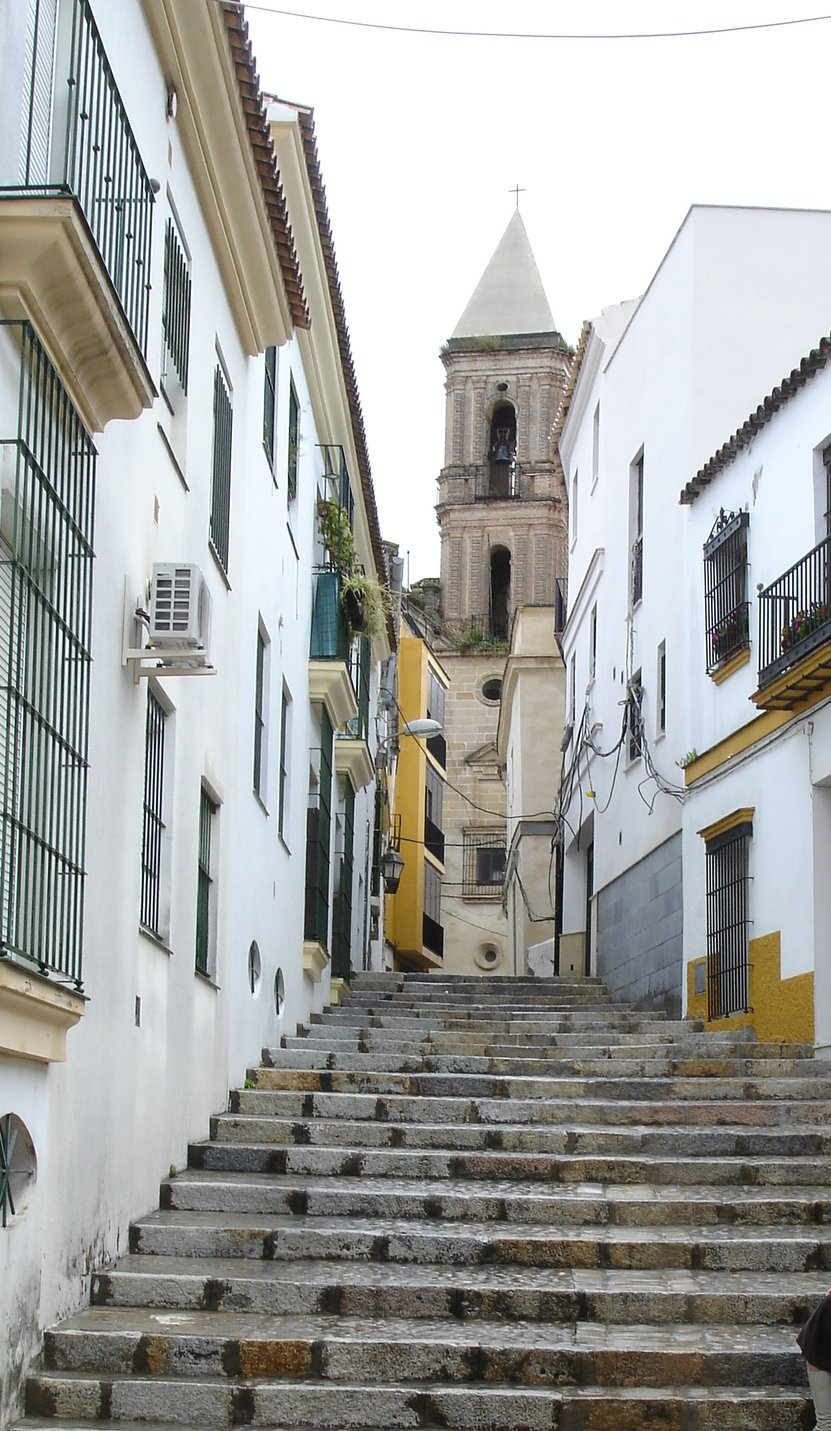
Basilica del Carmen.

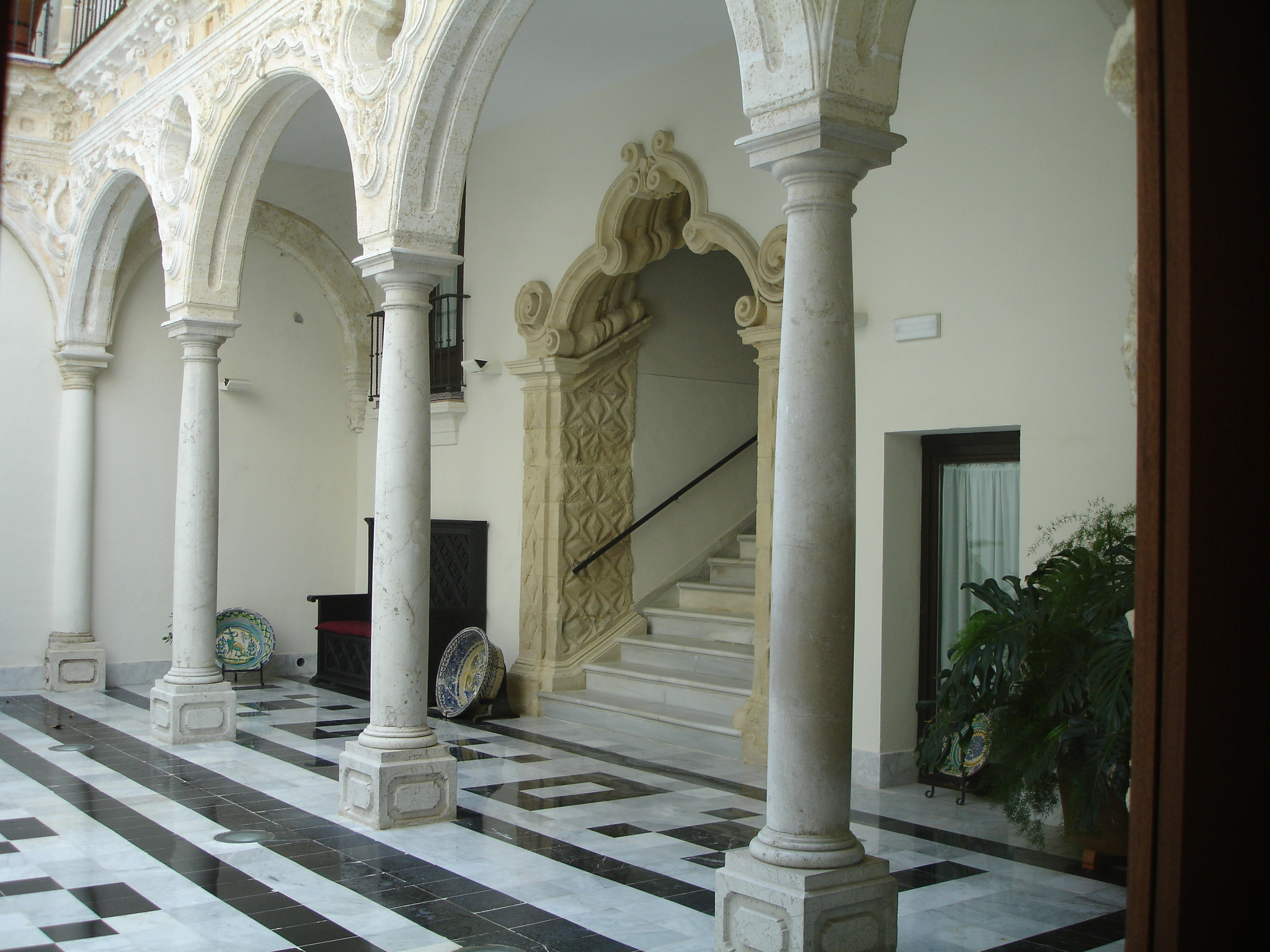
Palazzo di Bertemati.

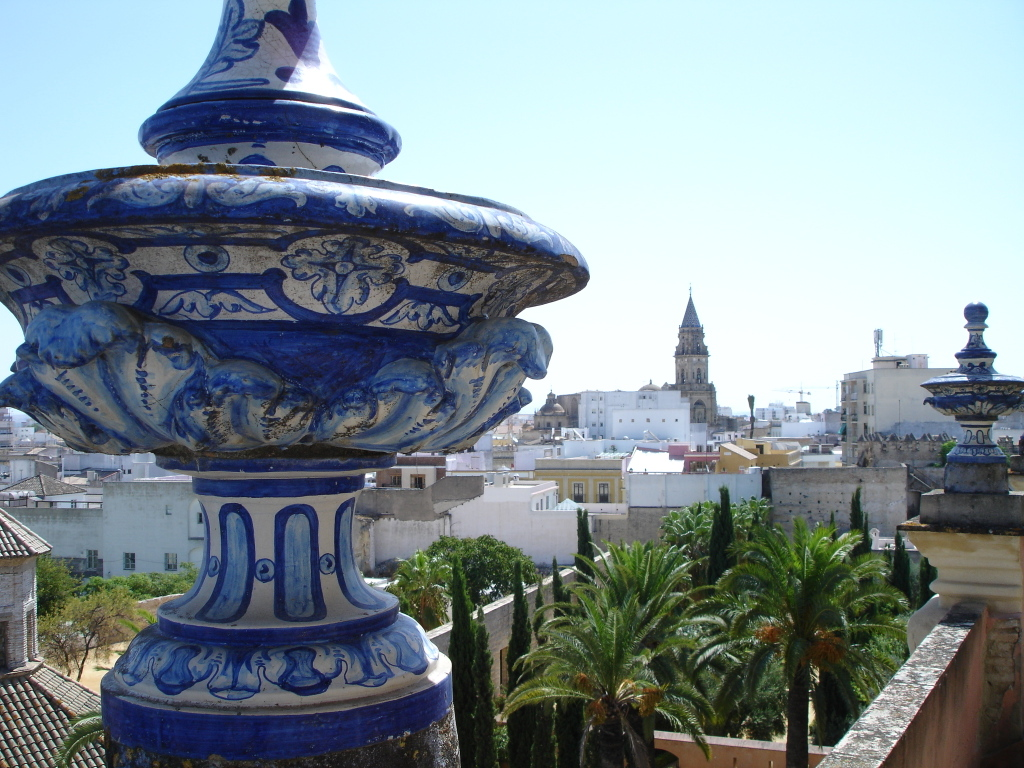
Vista dal Palazzo di Villavicencio.

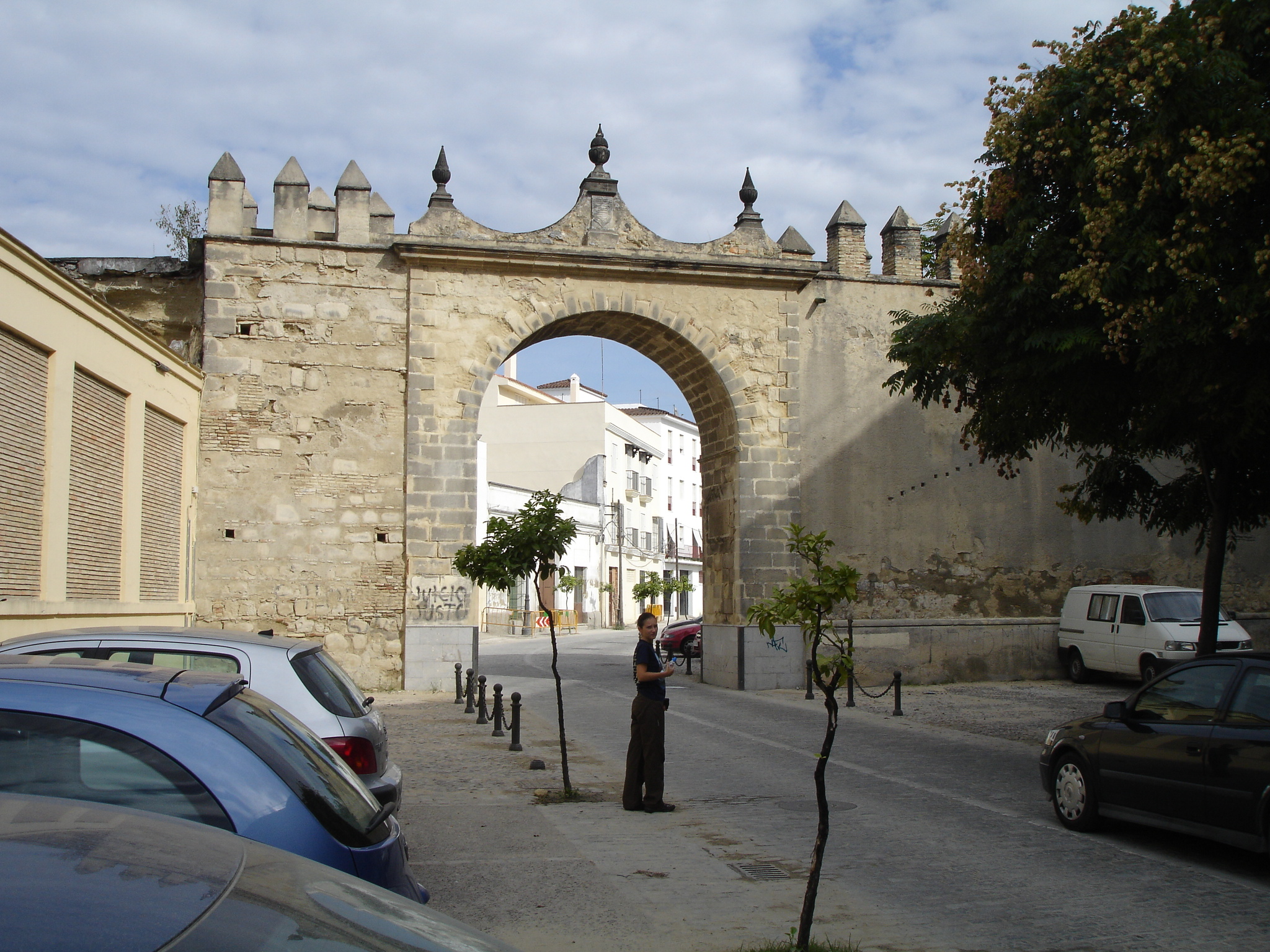
Puerta del Arroyo.

- Cattedrale di Cristo Salvatore, antica "Collegiata di San Salvatore". È stata costruita sopra l'antica moschea maggiore, a sua volta costruita sopra un'antica chiesa, a partire dal XIII secolo e rifatta alla metà del XVIII.
- Chiesa di San Michele, che risale al secolo XV ed è stile gotico isabellino e barocco, evidenzia inoltre le sue belle facciate e il magnifico retablo, opera di Juan Martínez Montañés e José de Arce.
- Chiesa di San Matteo, la chiesa gotica più antica della città. Il suo interno è caratterizzato da una sola navata, con pavimento in mattoni.
- Certosa di Santa María de la Defensión
- Chiesa di San Giacomo, dichiarata Monumento storico artistico, si trova in uno dei quartieri più interessati dal flamenco dell'Andalusia. Antico eremo fondato da Alfonso X Il Saggio, è un'impressionante costruzione gotica, con elementi del Rinascimento e del barocco finale.
- Chiesa di San Giovanni dei Cavalieri, tempio di grande interesse artistico, San Giovanni dei Cavalieri conserva la sua pianta primitiva moresca, con trame gotiche e rinascimentali. È da sottolineare il suo aspetto manierista, con facciata e abside merlati di stile moresco risalente al secolo XIV.
- Basilica della Grazia, dove si trova la Madonna della Mercede, patrona della città[50].
- Chiesa di San Luca, costruita su un'antica moschea, di stile moresco, si distingue per il suo interno barocco.
- Monastero e Basilica del Carmen.
- Chiesa di San Marco, eretta su un'antica moschea, consta di una sola navata di stile gotico del periodo fiorente, con elementi moreschi e una pala d'altare barocca.
- Chiesa di San Dionisio, costruita su un'antica moschea, San Dionisio Areopagita, Patrono della città a partire dalla riconquista di essa del 1624, porta elementi moreschi. Risalta la Torre de la Atalaya, torre di guardia annessa alla costruzione principale.
- Chiesa di San Francesco, dove giace la salma della regina Bianca di Borbone[51].
- Eremo dell'Ina, edificio costruito nell'ultimo terzo del secolo XIV, di stile moresco, che sembra appartenere alle basiliche di stile visigoto, come quella di San Giovanni dei Bagni, e se non ha la stessa antichità, è stata costruita sotto l'influenza architettonica visigota, impiegata nei templi mozarabici soprattutto in Andalusia, dove non si sente nemmeno l'influenza dell'arte romanica.
- Chiesa della Vittoria, fu un convento di Padri Minimi di San Francesco di Paola.
- Convento dei Riparatori, di stile neo-moresco.
- Chiesa degli Scalzi.
- Chiesa di San Domenico, dove si venera la Nostra Signora della Consolazione, compatrona di Jerez. È anche sede della Fratellanza della Rugiada di Jerez de la Frontera.
- Eremo di San Telmo.
- Eremo di Guía (nome popolare), il cui nome reale è Eremo di Sant'Isidoro Agricoltore[52].
- Chiesa di San Pietro.
- Convento dello Spirito Santo, dove nacque il famoso tocino de cielo[53] fino alla sua chiusura[54]
- Convento di Santa Maria di Grazia, conosciuto come convento di Santa Rita.
- Convento di San Giuseppe, abitato dalle Clarisse Scalze.
- Cappella degli Abbandonati.

### Architetture civili
- Palazzo del Duca di Abrantes, sede della Real Escuela Andaluza del Arte Ecuestre.
- Palazzo di Camporeale, in piazza Benavente.
- Palazzo di Bertemati, edificato nel 1758. Alla fine del 2006 si trasferì nel palazzo il vescovado di Jerez.
- Palazzo di Riquelme, la facciata del palazzo incompiuto di Piazza del Mercato è un buon esempio del secolo XVI jerezano.
- Palacio Domecq, modello della tipica casa signorile jerezana, di stile barocco, fu costruita nel 1778. Possiede un cortile porticato, dal marmo rosso italiano, con archi decorati.
- Palazzo Davila, palazzo rinascimentale che presenta un'elevata portata sobriamente decorata e con un balcone e una finestra spigolata con elementi architettonici classici.
- Palazzo di Luna (conosciuto anche come Palazzo di Pérez-Luna), costruito nel 1777, è un altro esempio di palazzo di stile barocco. Risalta la sua preziosa portata nella piazza Rafael Rivero e la decorazione del balcone sulla quale si appoggia.
- Palazzo di Villapanés, nella via Empedrada senza numero, è parzialmente restaurato.
- Palazzo Pemartín, sede del Centro andaluso di flamenco, in precedenza apparteneva a Donna Antonia de Villavicencio, nella seconda metà del secolo XVIII (1770-1780).
- Palazzo di Villavicencio, situato nell'Alcázar.
- Casa Petra della Riva, in piazza Rafael Rivero.
- Casa-palazzo di via Lealas, numero 20, inclusa come monumento nel Catalogo Generale del Patrimonio Storico Andaluso[55]
- Palazzo San Blas, situato nel quartiere di San Matteo.
- Palazzo del Marchese di Villamarta, in via Larga. Attualmente è un negozio.
- Palazzo del Conte delle Ande, in via Pozuelo.
- Palazzo di Mirabal[56]
- Casa-palazzo dei Ponce de León, attualmente sede delle Sorelle di El Salvador[57].
- Palazzo del Barone di Algar del Campo, anche conosciuto come Palazzo di Carrizosa poiché si trova nella piazza omonima[58].
- Vecchio municipio, di stile rinascimentale.
- Parco Zoologico e Giardino Botanico di Jerez.
- Teatro Villamarta.
- Tabanco San Pablo.
- Parco tematico Città dei Bambini di Jerez[59].
- Antico convento di Sant'Agostino, immobile del secolo XVII che accoglierà un centro commerciale[60].

#### Principali enoteche

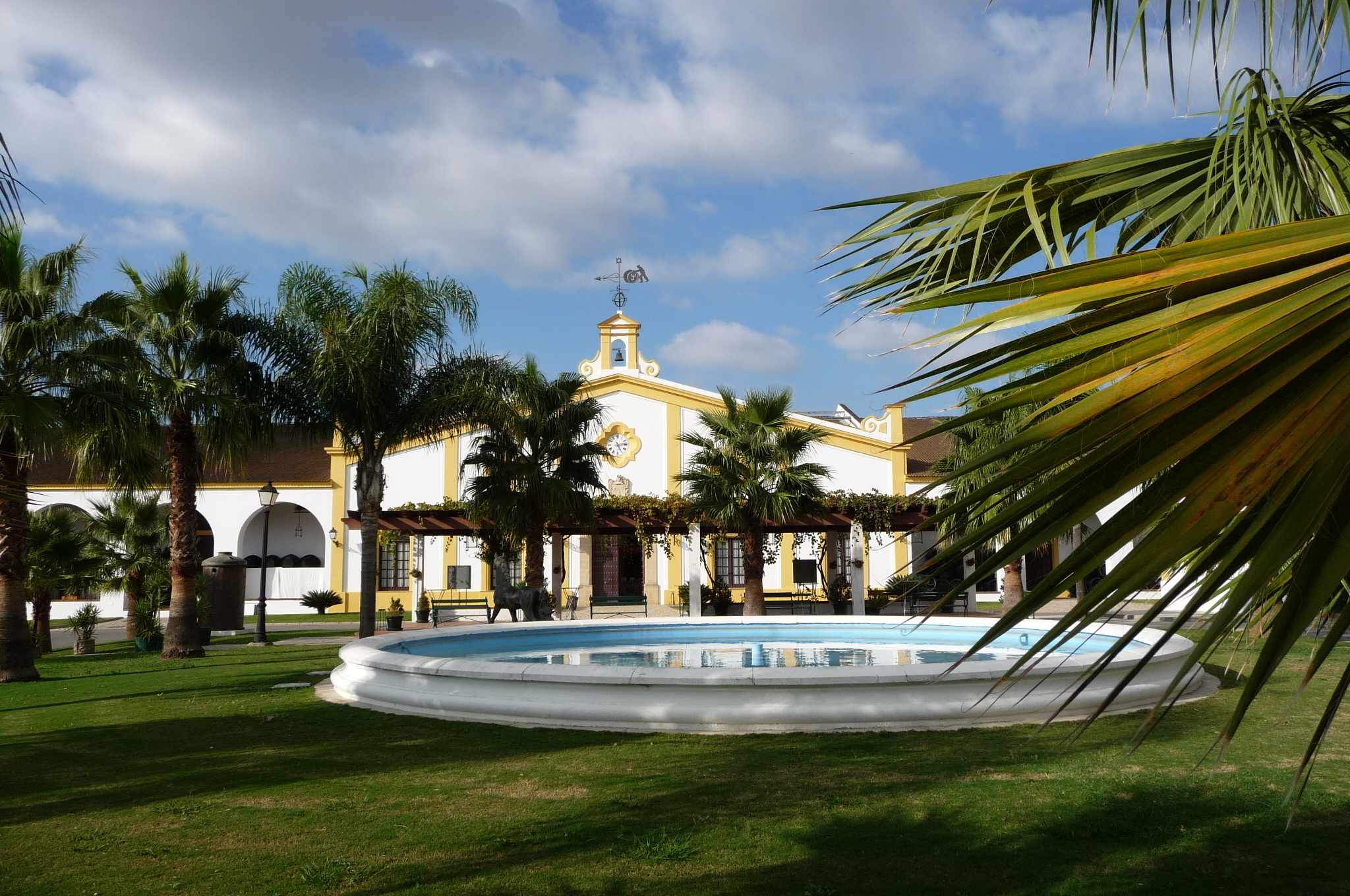
Enoteca Real Tesoro del Grupo Estévez

Il vino è stato un elemento chiave nella storia e nell'economia di Jerez e ha lasciato anche il suo segno nella città con grandi quantità di enoteche di grande valore architettonico:
- González-Byass
- Domecq
- Grupo Estévez
- Grupo Garvey
- Williams & Humbert
- Enoteche di Pilar Plá (originali del 1830)[61].
- Enoteche Tradición, tra le quali spicca un'importante pinacoteca[62].
- Sánchez Romate[63].

Allo stesso modo, negli ultimi tempi stanno comparendo nuove cantine che sviluppano vini rossi di grande qualità con la denominazione Vini della terra di Cadice..

### Architetture militari
- Alcázar (antica città-fortezza araba), che ha al suo interno il Palazzo di Villavicencio e una camera oscura al suo interno.
- Mura della città, della quale esistono pezzi in diverse vie.

### Altro

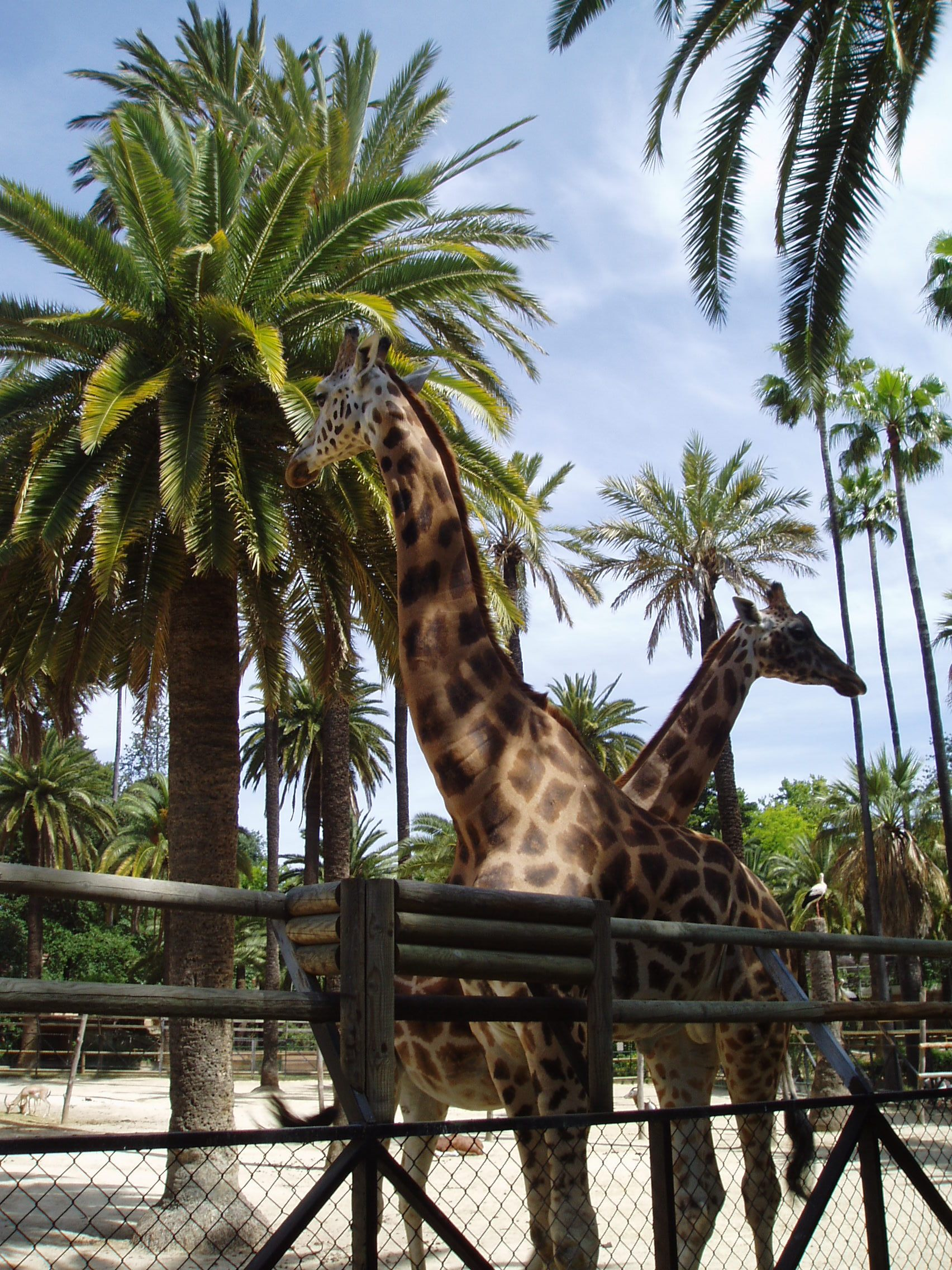
Zoo e giardino botanico di Jerez

- Gallo azzurro.
- Plaza de toros de Jerez.

### Aree naturali

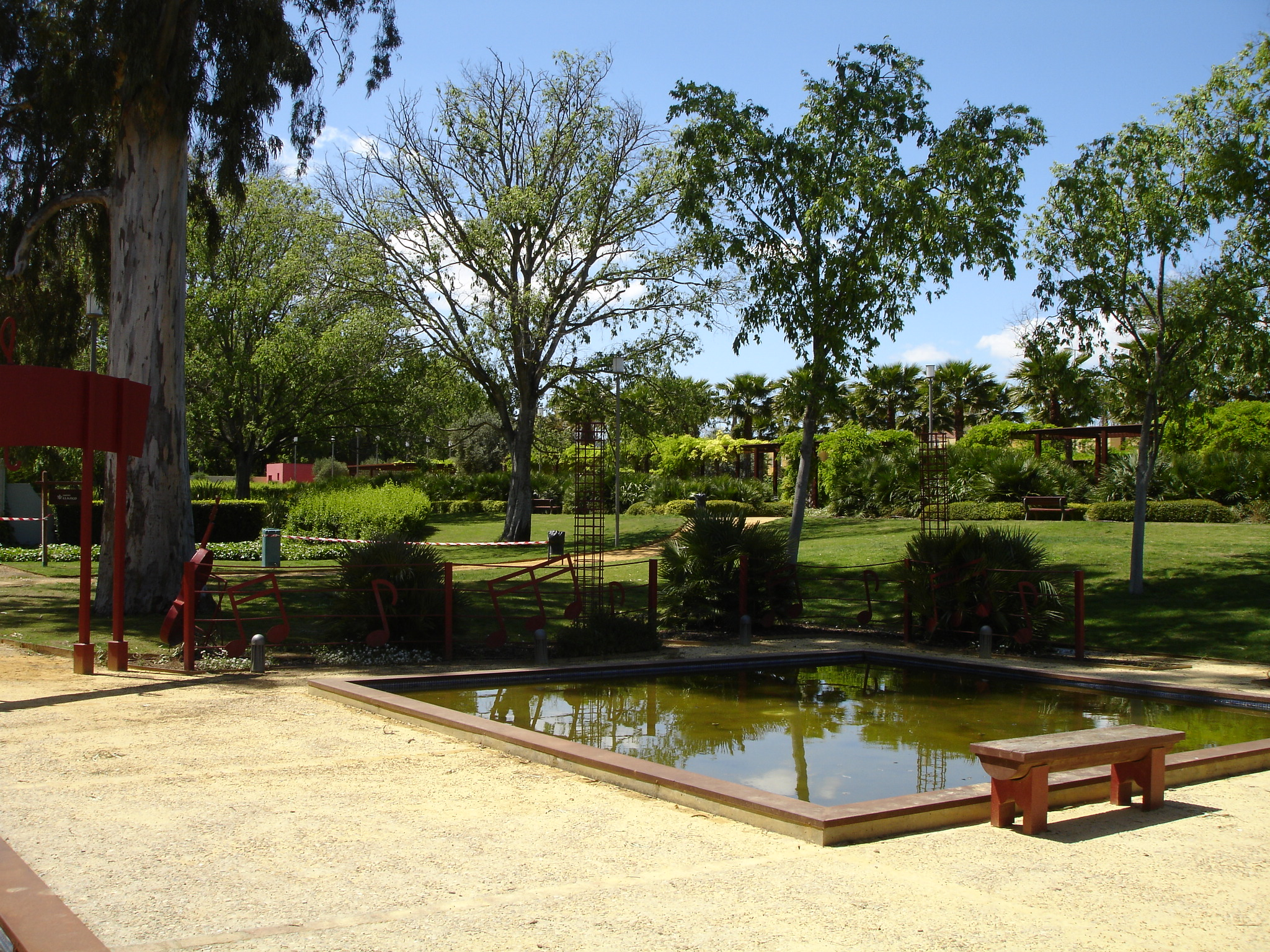
Jardín Escénico de El Altillo.

Jerez conta nei suoi confini comunali i monti di Jerez, appartenenti al Parco naturale Los Alcornocales e nei quali abitano diverse specie in pericolo d'estinzione. Inoltre pullula di parchi urbani con grande varietà di specie arboree interessanti, così come zone verdi, che aiutano a migliorare la qualità della sua aria. Tra esse si distinguono:
- Fiume Guadalete
- Parco González Hontoria
- Parco del Ritiro di Jerez[70]
- Jardín Escénico de El Altillo
- La Suara
- Laguna di Medina
- Las Aguilillas
- Rancho La Bola, in processo di restaurazione[71]
- Area ricreativa di Los Hurones
- Laguna di Torrox
- Laguna di Los Tollos
- Parco Andaluso dedicato ad Antonio Sanz Zamorano[72]
- Parco de La Plata[73]
- Parco Williams[74]

Per ottenere questo patrimonio si è definito un piano di gestione dell'alberato urbano con l'aiuto dell'Asociación Española de Arboricultura (Associazione Spagnola dell'Arboricoltura, AEA).
Esistono anche diversi cammini per conoscere la ricchezza naturale del comune, tanto dentro al suo nucleo urbano (Cammino delle Specie) come fuori da esso. Si sottolinea, per esempio, il Cammino della Porta Verde di Jerez, che con 13 chilometri unisce la Laguna di Medina con il Parco de Las Cañadas de Puerto Real

## Società

### Evoluzione demografica
Secondo i dati ufficiali del censimento municipale degli abitanti di Jerez, al 1º gennaio del 2013 il comune di Jerez de la Frontera contava 215.180 abitanti, il che lo rendeva il comune più popolato della provincia di Cadice, il quinto dell'Andalusia (a dispetto di quattro delle otto capitali provinciali) e la nona area metropolitana della Spagna.
Inoltre Jerez è la città con il più alto tasso di natalità della provincia (2.706), arrivando quasi a doppiare la seconda, Algeciras (1.537), e quasi a triplicare la capitale provinciale Cadice (1.109). Negli ultimi anni la città ha avuto un incremento della popolazione che raggiungono o superano i 3.000 abitanti all'anno, quindi una crescita compresa tra 1,5% e il 2% e tra il 21% e il 26% del totale dell'incremento della popolazione della provincia. Nel gennaio del 2009, il comune anticipò il dato della popolazione al primo giorno dello stesso mese, raggiungendo i 209.248, un incremento di quasi il 2% rispetto all'anno precedente. La Giunta del Governo Locale, presieduta dall'ex sindaco Pilar Sánchez, approvò la revisione del censimento riferito al 1º gennaio 2011, che diede come risultato una popolazione totale di 212.629 abitanti, dei quali 104.201 sono uomini e 108.428 donne. Rispetto all'anno precedente, si è prodotto un aumento totale della popolazione di 2.371 persone, in particolare 1.149 di sesso maschile e 1.222 femminile nel presente esempio del 2011.
Fonte: INE

### Religione

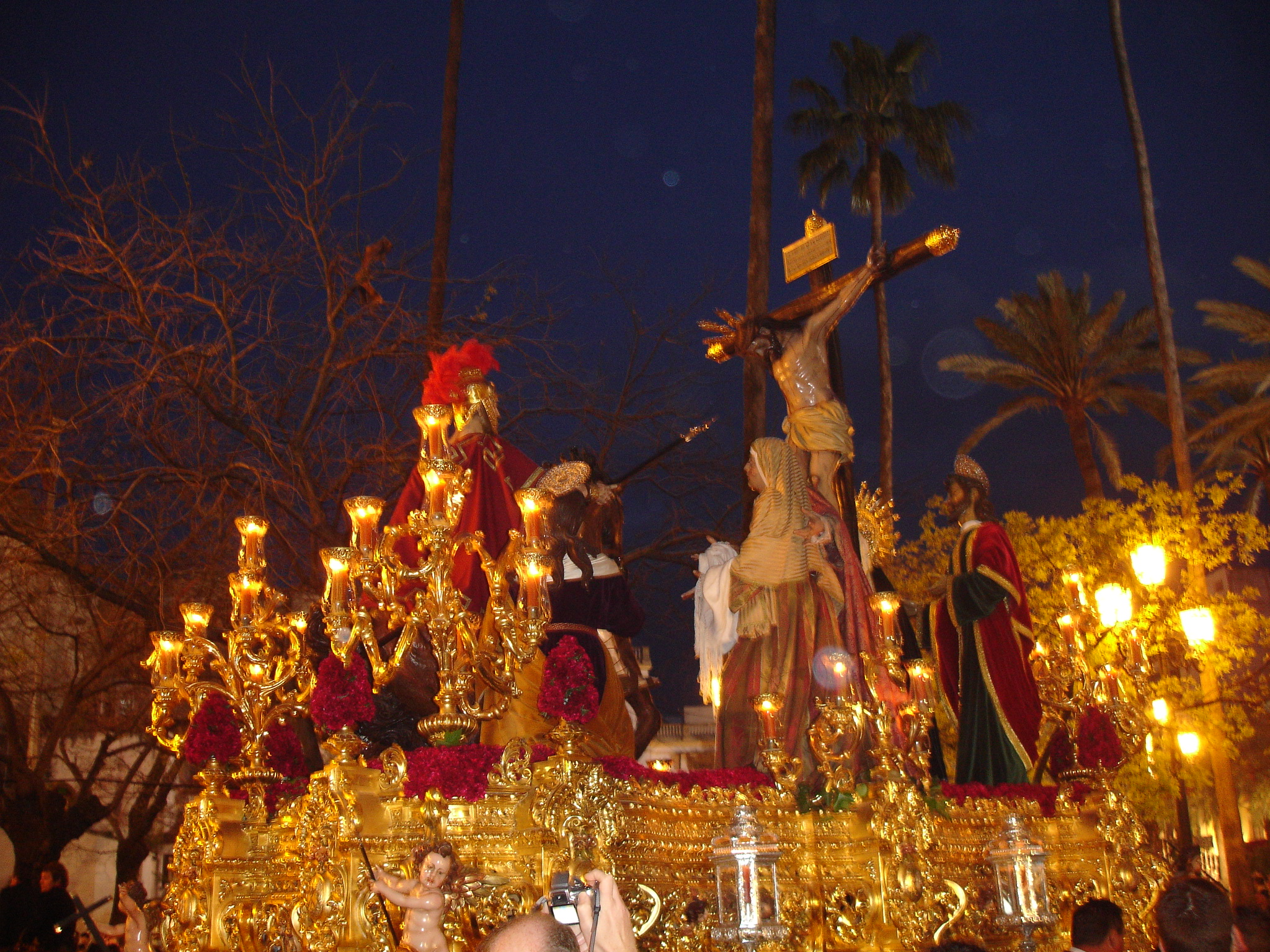
Settimana Santa

La religione con più praticanti a Jerez è, similmente al resto della Spagna, è il cristianesimo cattolico. Esistono numerosi templi e luoghi sacri propri per il culto di questa religione nella città.
Jerez ha una grande autonomia nella sua amministrazione ecclesiastica in Andalusia, essendo l'unica città non capitale di provincia, insieme a Guadix, che è sede episcopale di una diocesi cattolica. La diocesi di Jerez de la Frontera, chiamata anche "diocesi di Asidonia-Jerez" in onore dell'antica diocesi di Assidona (dal nome latino di Medina Sidonia) che copriva il territorio della provincia di Saris, comprende la frangia settentrionale della provincia di Cadice, assumendo come frontiera naturale a sud il fiume Guadalete. È una delle più recenti diocesi spagnole, essendo stata eretta nel 1980, pur rifacendosi ad una sede vescovile molto antica. I territori compresi nel suddetto terreno sono la costa nordorientale di Cadice, la campagna di Jerez e la Sierra di Cadice, insieme alla maggior parte della zona urbana de El Puerto de Santa María, alla riva settentrionale del fiume. Il principale tempio della diocesi è la Cattedrale di San Salvador e il Vescovado si trova nel Palazzo di Bertemati, nella Plaza del Arroyo (Piazza del Ruscello).
Nella città esistono diversi templi non cattolici, come moschee e chiese evangeliche. Il cimitero municipale di Jerez ha installazioni per la sepoltura con rito islamico.
Inoltre, durante la Settimana Santa sono celebrate altre feste di carattere religioso, come il Corpus Domini e i suoi patroni.

## Cultura

### Istruzione

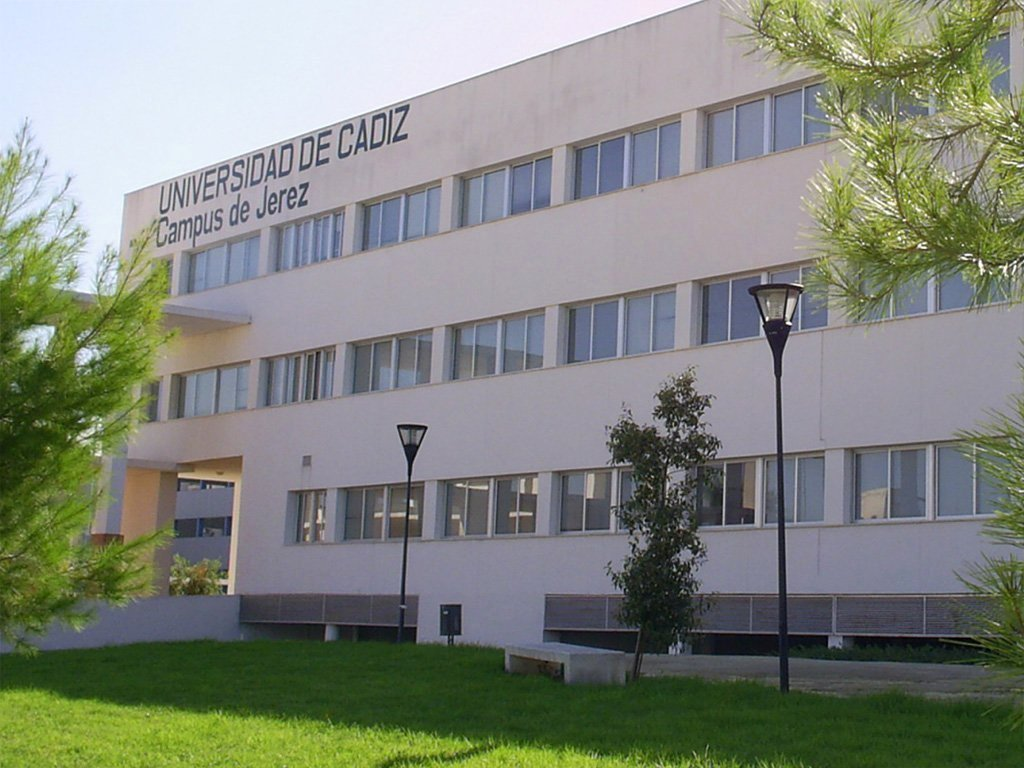
Campus di Jerez, vista posteriore

L'educazione trovò un'epoca dorata nella Jerez del secolo XIX, si fondarono le scuole e ottenendo fondi maggiori destinati a questo campo rispetto a Madrid.

#### Biblioteche
Il comune conta 10 biblioteche pubbliche. Tra esse si distingue la Biblioteca Comunale di Jerez de la Frontera, che conserva privilegi e atti capitolari dei secoli XIII al XV, un fondo notarile del secolo XIV, così come altri archivi
.

#### Scuole
All'interno dei confini municipali di Jerez si contano 74 scuole primarie, 41 scuole secondarie e 12 centri educativi per gli adulti.

#### Università
In ciò che concerne l'insegnamento superiore, Jerez ha un proprio campus universitario, appartenente all'università della provincia, l'Università di Cadice. È specializzata in studi del ramo sociopolitico.

#### Altri istituti
Nella città si trova anche un centro appartenente alla Scuola Ufficiale di Lingue, un centro centenario della Scuola d'Arte (che include la Scuola delle Arti Plastiche) e un'Unidad de Atención e Información al Alumno dell'Universidad Nacional de Educación a Distancia (UNED), pioniera in Spagna.
Sono presenti anche una gran quantità di centri d'educazione primaria e secondaria, alcuni dei quali tra i migliori della Spagna.
Oltre all'educazione accademica, esistono scuole comunali d'equitazione, tauromachia e sicurezza stradale tra le altre.

#### Musei

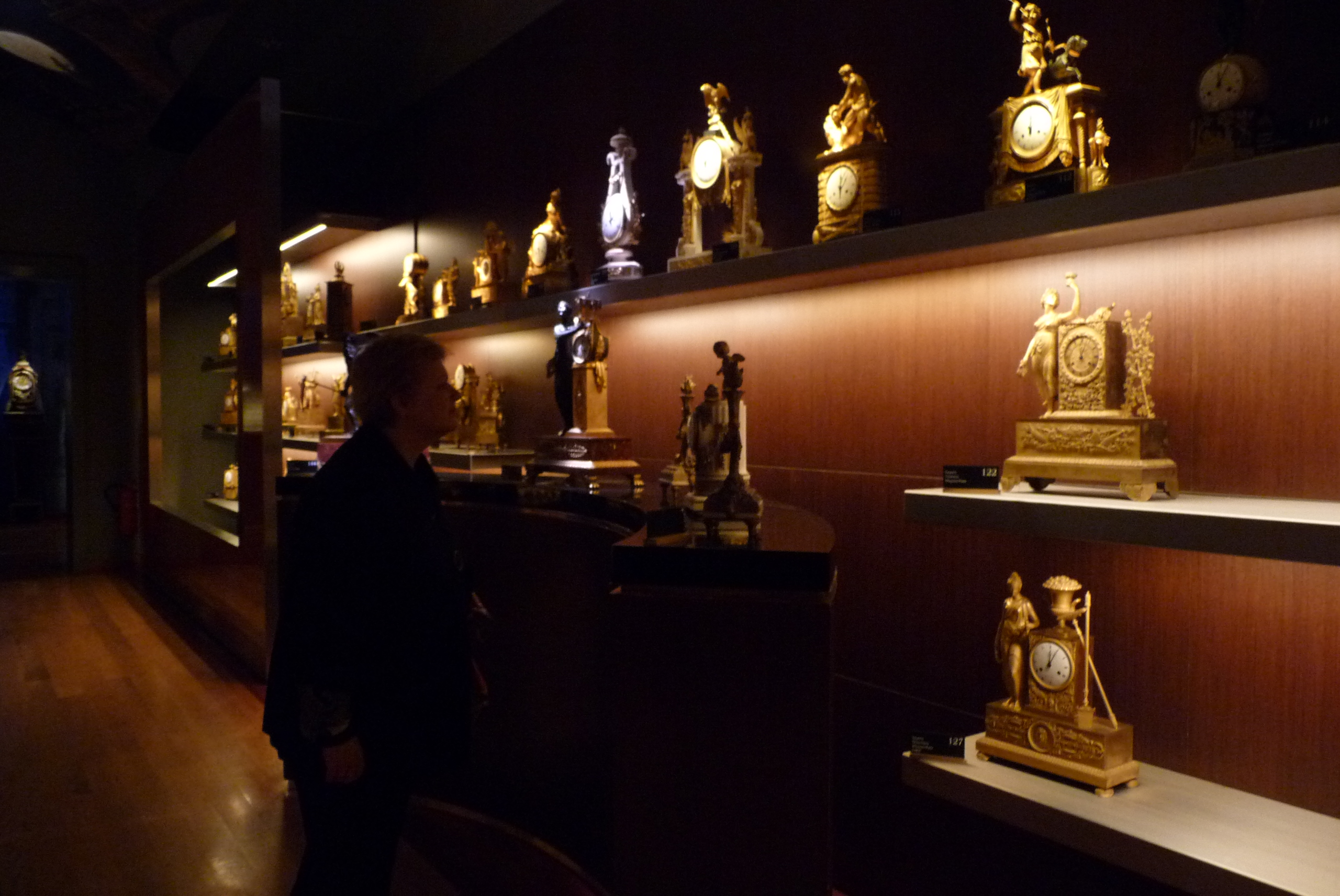
Interno del Museo degli orologi

- Museo Archeologico, situato nell'antica Piazza del Mercato, tra le sue attrattive si trova il coccio corinzio, unico in occidente, trovato nei dintorni della Certosa nel fiume Guadalete.
- Musei dell'Atalaya, comprendono il Mistero di Jerez (museo del vino) e il Palazzo del Tempo (Museo degli orologi)[104].
- Museo dell'Enganche[105].
- Museo taurino.
- Museo del Belén[106].
- Museo del Vestito Andaluso[107].
- Pinacoteca Rivero[108].

### Media

#### Stampa
- Diario de Jerez, del Grupo Joly.

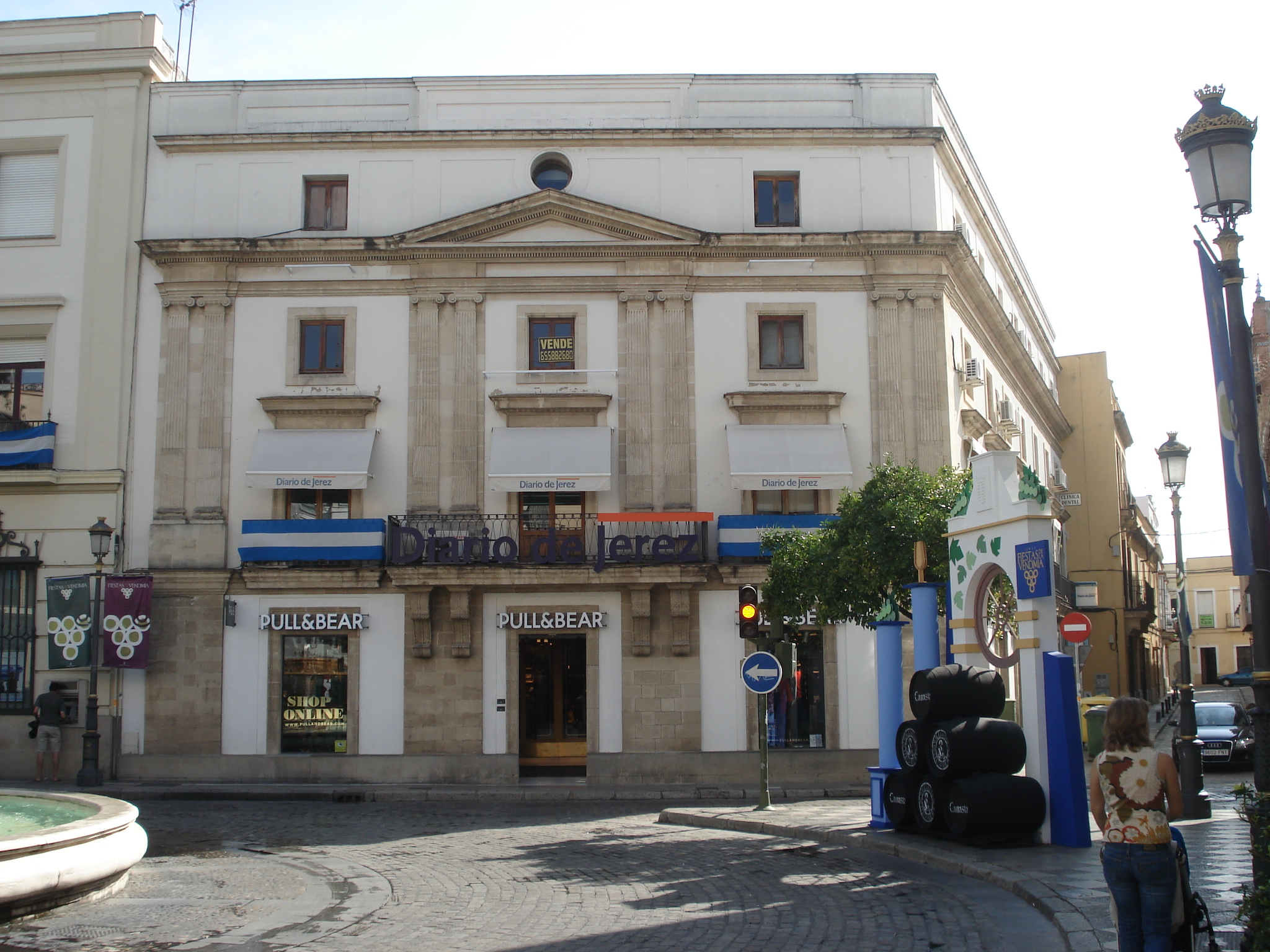
Sede del Diario de Jerez

- La Voz, edición Jerez, del Vocento. Chiuso nell'aprile 2012. Questo fatto ha provocato la nascita dei periodici online dei giornalisti jerezani, El Álcazar de Jerez[109].
- Información Jerez, del Grupo Información.
- El Periódico del Guadalete, non più redatto[110]

#### Radio
- Onda Jerez Radio, della Onda Jerez Radiotelevisión, emittente comunale.
- Frontera Radio, radio locale della zona orientale di Jerez.
- Radio Occidental e Radio Jerez, della Catena Ser.
- Onda Cero Jerez, di Onda Cero.
- Radio Cope Jerez, della Catena Cope.

#### Televisione
Attualmente sono in onda in digitale due televisioni locali, Onda Jerez Televisión dell'emittente comunale e Una T.V..
Jerez de la Frontera, insieme con Sanlúcar de Barrameda, Rota, Chipiona e Trebujena conformano la demarcazione della televisione digitale terrestre TL05CA, denominata Jerez de la Frontera e che occuperà il canale 30 del segnale. Onda Jerez Radiotelevisión, poiché è la televisione locale pubblica della città, ricevette automaticamente la sua licenza. Un secondo canale locale pubblico avrà la missione di coprire il resto della città, captabile dal 95% della popolazione a partire dal 2012. Inoltre, il 29 luglio 2008 la Giunta dell'Andalusia rilasciò tre licenze private, recapitate alle imprese Produzioni Antares Media SL, Alcestes SLU e Green Publicidad e Medios SA.

### Musica

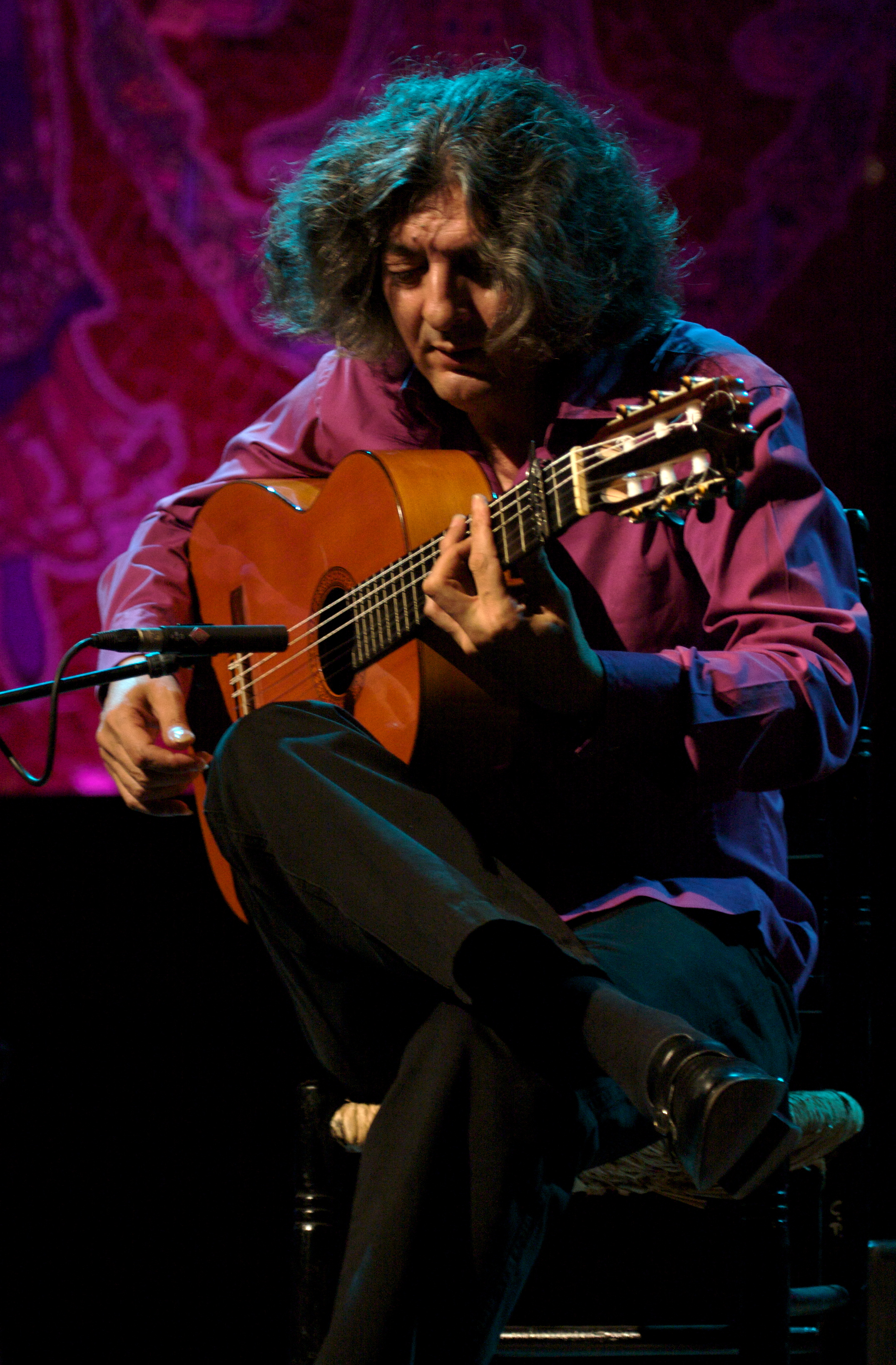
Moraito Chico

Nel campo della musica popolare jerezana, sono caratteristiche le zambomba, riunioni molto animate e affollate che sono celebrate intorno alla Vigilia di Natale, tra le quali è imprescindibile il canto natalizio dei villani. Specialmente caratteristici sono i ripetitivi "romanzi pasquali". Ugualmente, il flamenco e la cultura popolare sono soliti impregnare le celebrazioni natalizie.
Nell'ambito della musica colta o accademica, esistono diverse opere il cui titolo allude a Jerez. L'undicesimo pezzo della Suite Iberia (1905-1908) di Isaac Albéniz si intitola Jerez. Del 1928 sono gli appunti sinfonici Campi jerezani di Germán Álvarez Beigbeder. E più recentemente la Danza dei Corceles di Luis Cobos.
Artisti jerezani conosciuti sono il compositore Manuel Alejandro, David DeMaría, il gruppo Los Delinqüentes, il tenore Ismael Jordi, José Mercé, Jesús Méndez, María Carrasco o la cantante rap La Mala Rodríguez tra gli altri.
In quanto all'offerta musicale, il Teatro Villamarta è un importante teatro lirico dell'Andalusia.
Attualmente a Jerez esistono due bande musicali: la Banda Municipale di Jerez e la Banda di Accordi Musicali di Jerez. C'è anche un'orchestra, la Joven Orquesta de Jerez "Beigbeder".

#### Flamenco

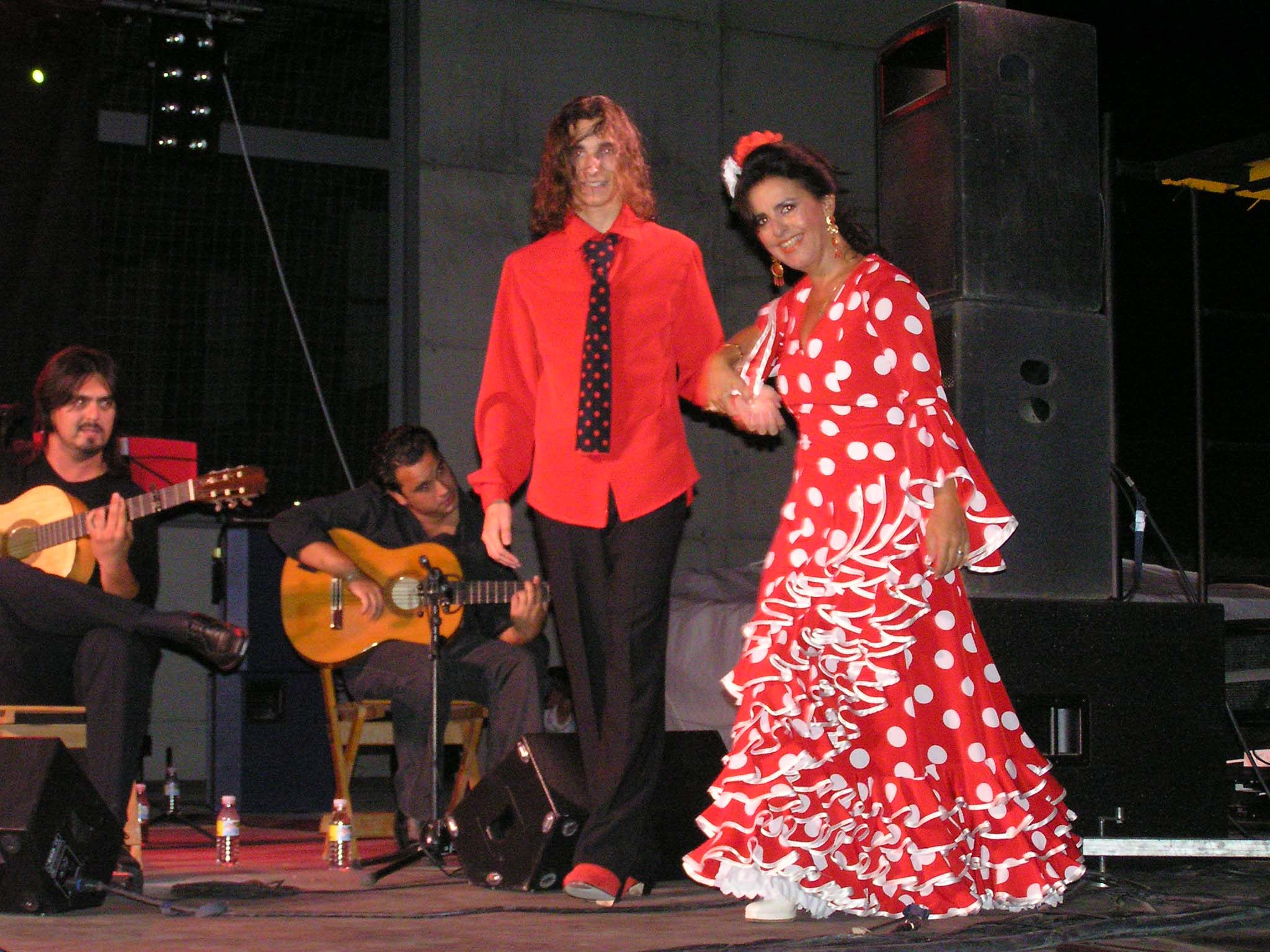
Tablao flamenco con María José Santiago

Nella geografia del canto flamenco, Jerez viene considerata la culla dell'arte, evidenziando la bulería, insieme al tango, alla seguiriya e alla soleá. Quest'affizione si nota nell'elevato numero di attività e gruppi flamenco, 16 attualmente.
Tra gli artisti fondamentali del flamenco a Jerez si trovano diverse famiglie d'origine rom e spiccano soprattutto Lola Flores, Manuel Torre, Terremoto de Jerez, Tío Borrico, La Paquera de Jerez, Agujetas, Manuel Morao, Sernita de Jerez, Parrilla de Jerez, José Mercé e Moraíto.
Nel 2013 si è celebrato l'anno del flamenco, con la collaborazione del governo centrale e la Giunta dell'Andalusia.

### Cucina

#### Vino

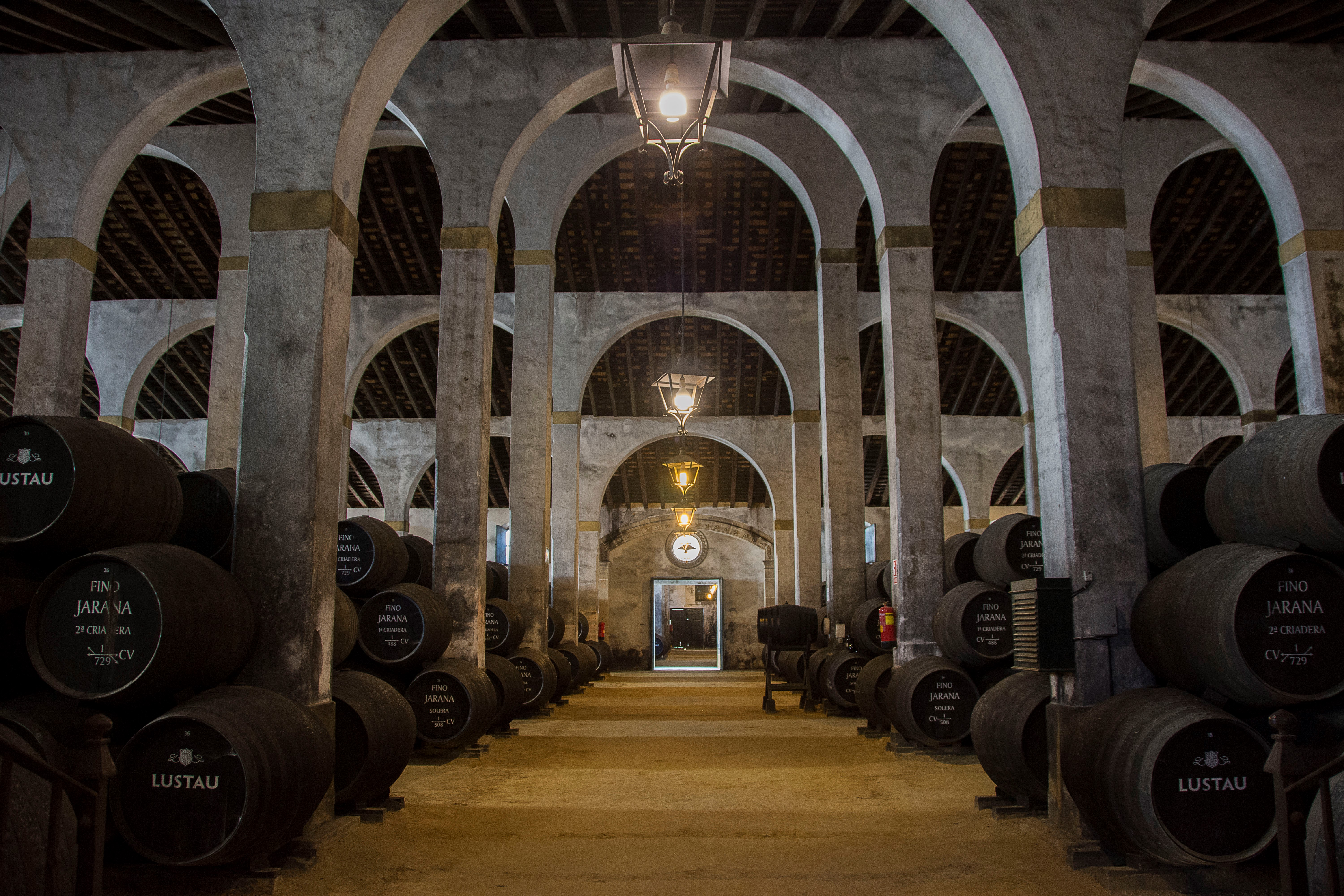
Cantina (o enoteca) della città

La storia e lo sviluppo della città di Jerez sono state storicamente legate all'industria vitivinicola.
Le prime viti furono portate nella zona di Jerez dai Fenici intorno al 1100 a.C., ma il vino ottenuto era molto imperfetto, era cotto affinché non si rovinasse con il trasporto ed aveva una gradazione molto alta. Nell'anno 138 a.C. Scipione Emiliano porta la pace nella regione e inizia ad esportare prodotti a Roma: vino, aceto d'oliva e garum.
Nel 711 inizia la dominazione araba della Spagna, ma si continua a consumare vino nonostante la proibizione del Corano. Nel 966, Almanzor, visir del califfo Alhaken II, decide di sradicare le viti, ma i jerezani convincono il califfo dicendogli che l'uva passa darebbe l'energia ai soldati e, come conseguenza, viene conservato un terzo delle viti.
Nel 1264, con la riconquista di Jerez ad opera di Alfonso X, viene esteso il consumo del vino. I cristiani bevevano vino e mangiavano maiale per differenziarsi dai musulmani. Lo davano da bere anche ai cavalli prima della battaglia. Già allora, nel secolo XII, il vino era inviato in Inghilterra, dove iniziò a farsi conoscere con il nome arabo della città, "Sherish", da cui nacque la parola “sherry”.

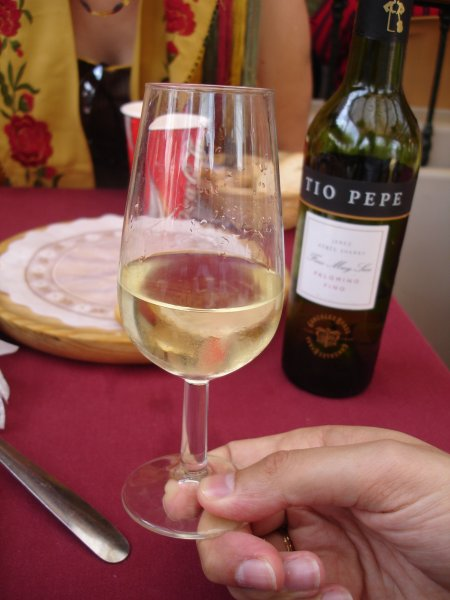
Come prendere un bicchiere di vino per non scaldarlo con la mano.

Nei secoli XV e XVI, il vino di Jerez si trasforma in una fonte di ricchezza per la regione, è protetto dal Re ed è esportato in Inghilterra, Francia e Paesi Bassi. Come esempio, in tutte le navi che andavano in America, veniva riservato un terzo del carico per il vino.
Nel 1587 Martin Frobisher, della flotta di Francis Drake, attaccò Cadice e Jerez, portandosi 3.000 bottiglie di questo vino. Questo bottino assunse la denominazione originale di jerez nella corte inglese.
A partire dal 1682, dopo alcuni tentativi violenti, gli inglesi decidono di portare il vino pacificamente e si stabiliscono impresari inglesi a Jerez, fondando cantine come: Garvey, Duff-Gordon, Wisdom & Warter, Osborne. Dopo di loro vennero i capitali spagnoli rimpatriati dopo l'indipendenza delle colonie (González, Marqués de Misa), così come i francesi Domecq e Lacave.
La denominazione originale Jerez-Xérès-Sherry venne creata nel 1935 e aiutò a popolarizzare i vini in tutta la Spagna durante la dittatura franchista.
Tuttavia, alla fine degli anni del 1980 il settore soffrì una crisi acuta, dovuta principalmente alla diminuzione della domanda nazionale, nonostante continuasse ad essere un vino conosciuto a livello mondiale. La suddetta crisi influì sull'economia della città, la quale ha cercato di diversificare il proprio tessuto industriale.
Relazionati con la produzione del jerez sono il brandy di Jerez e il vinagre di Jerez, entrambi protetti dalla denominazione originale.

### Eventi

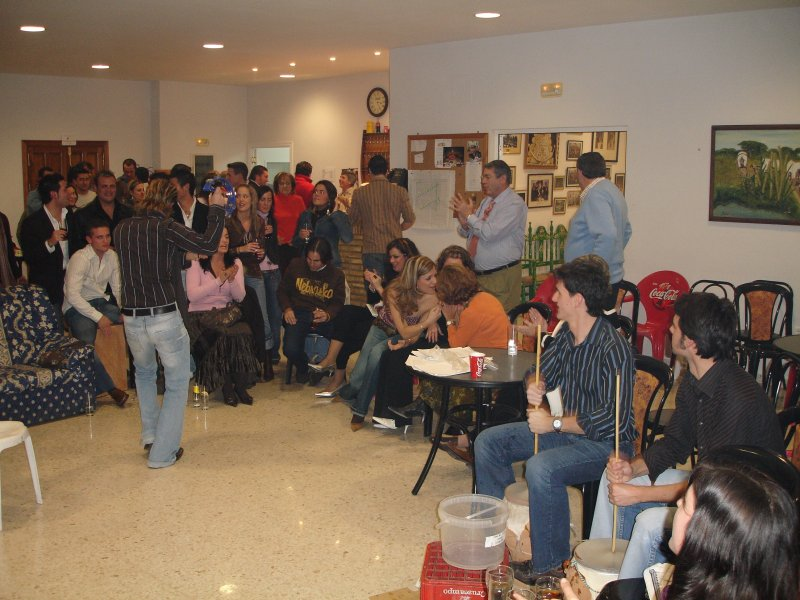
Gruppo di persone che celebrano una zambomba.

- Le Feste della Vendemmia si celebrano dal 1948 (essendo le più antiche della Spagna)[121]. In esse si realizza il primo passo dell'uva, suole celebrarsi nei primi quindici giorni di settembre. Inoltre, durante le prime due settimane si offrono atti culturali delle più svariate tematiche, mostre internazionali di marionette, rappresentazioni teatrali, attuazioni flamenca, ecc. Ogni anno è diverso dal precedente e non suole avere fisso né il tipo di spettacolo che è offerto e neppure il suo nome (poiché durante alcuni anni si chiamò Feste d'Autunno)[122]; alcuni anni fa furono offerte esibizioni di falconeria, gare di cavalli in pieno centro storico, ecc. Al contrario del resto delle feste della città che suolono cercare la visita del turista straniero, questa suole essere pensata per l'uso dell'autoctono[123].
- Il Natale è solito essere celebrato con le zambomba che tradizionalmente sono svolte nei cortili dei vicini, a gruppi e, soprattutto, nei quartieri flamenco della città, Santiago e il quartiere di San Miguel[124]. Le strofe sono solite passare da una generazione a un'altra attraverso dei mezzi non scritti, nonostante negli ultimi tempi e con l'irruzione delle nuove tecnologie dell'informazione ciò sia notevolmente cambiato, incluso il recupero di strofe perse in tempi o se ne creano di nuove[125]. Esiste anche una grande tradizione di presepi pubblici[126].

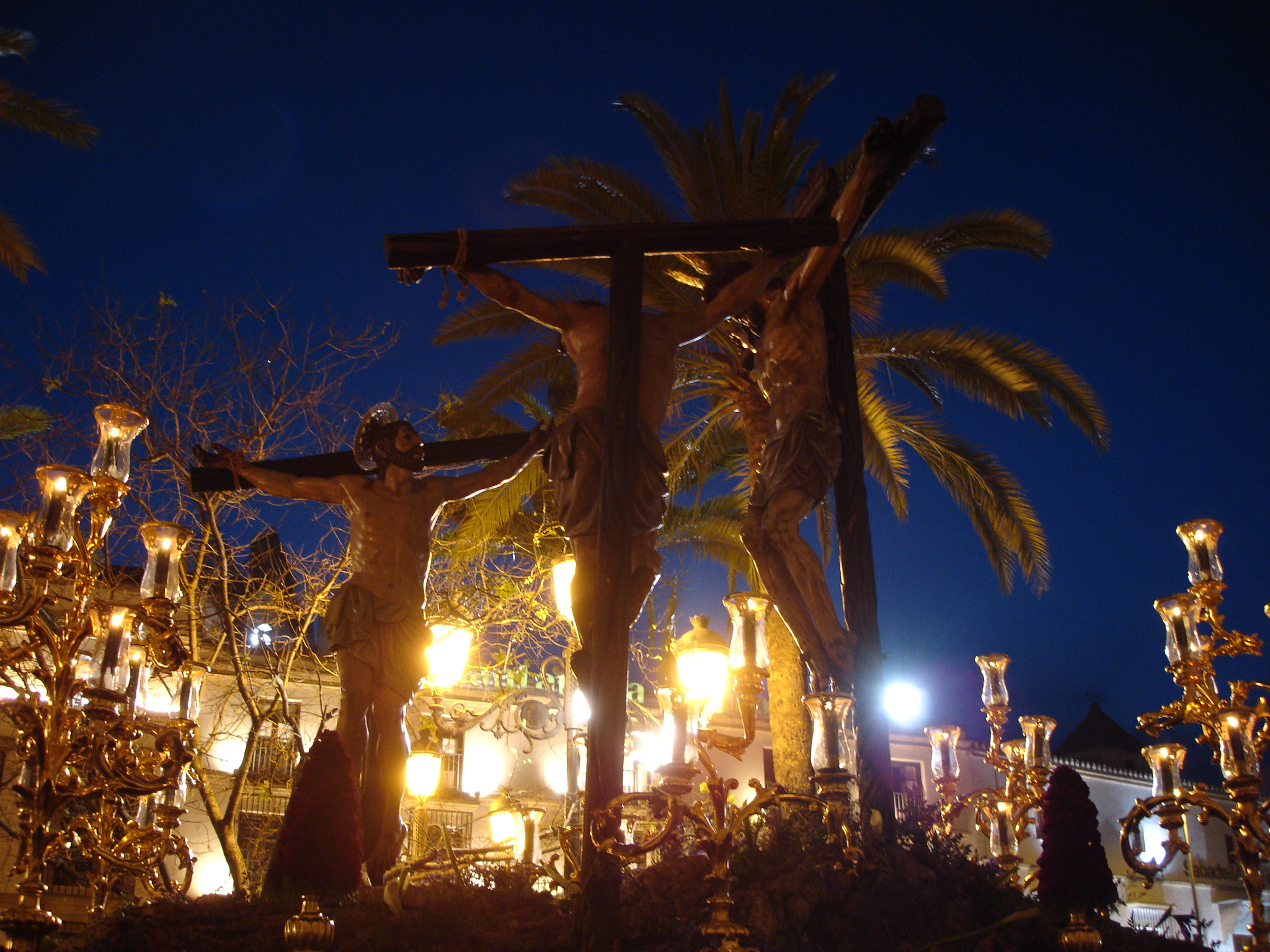
Fratellanza della Vera-Cruz, durante la Semana Santa

- La Settimana Santa è una delle più grandi dell'Andalusia, con un totale di 42 processioni, con una media di sei quotidiane. È frequente che le accompagnino con frecce sulle immagini della città, soprattutto quelle che hanno un vincolo più stretto con i quartieri flamenco. Questa si vede completata con altre mostre pubbliche del sentimento del confratello, come la Processione Magna del 2000 o il Via Lucis del 2013[127].
- Il Festival di Flamenco di Jerez è considerato come il migliore del mondo secondo vari mezzi di comunicazione. Nel 2007 il festival ha celebrato la sua XI edizione, alla quale accorsero 31.700 assistenti (un incremento del 15% rispetto all'anno precedente e un 40% rispetto al 2004). Furono celebrati in tutto 140 parti (un 9,8% più dell'anno precedente) e 36 corsi di flamenco. Al festival parteciparono un totale di 32 nazionalità differenti, tra le quali spiccarono personalità giapponesi (17,18%), tedesche (12,51%) e statunitensi (9,9%). Il festival fu la causa del dislocamento a Jerez di 120 mezzi da tutto il mondo.

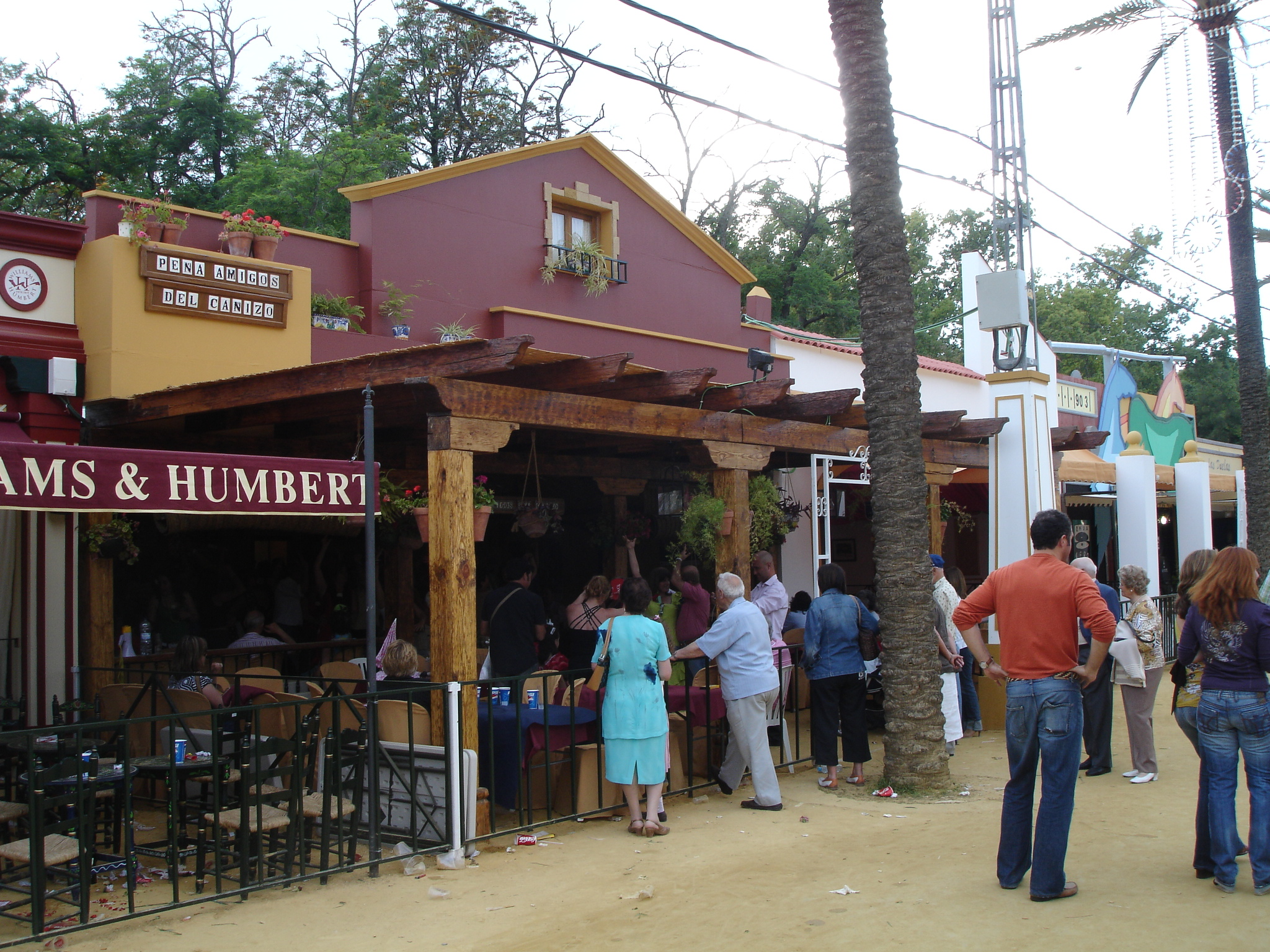
Facciata di una caseta della Feria del Caballo

- La Feria del Caballo, conosciuta anche come Sagra di Maggio o semplicemente Sagra di Jerez, è dichiarata d'interesse turistico internazionale dalla Segreteria di Stato di Turismo e Commercio (in spagnolo: Secretaría de Estado de Turismo y Comercio, appartenente al Ministero dell'Industria, Turismo e Commercio di Spagna. Negli anni novanta Pedro Pacheco prese l'iniziativa di proibire l'entrata da una qualsiasi facciata al pubblico generale (eccetto un unico giorno di festa che è denominato giorno del socio). Quest'apertura ha stimolato che fossero moltissime le visite alla sagra e ha propiziato diverse amplificazioni del recinto della sagra. Tutto questo ha fatto sì che fosse una delle sagre più grandi e visitate dell'Andalusia.

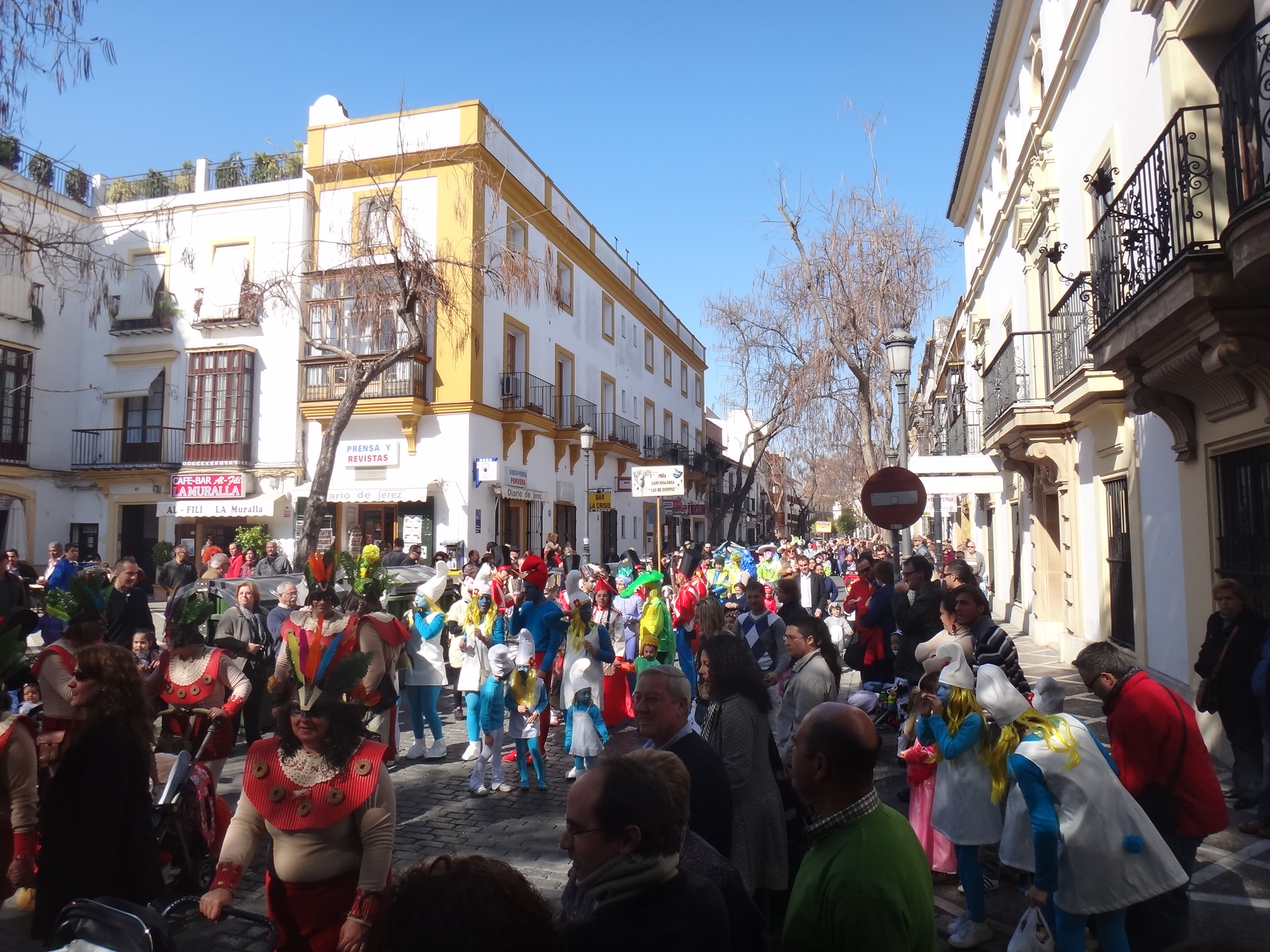
Passaggio del carnevale

- Carnevale de Jerez: altra grande festa locale[128][129], con diverse attività[130].
- Il Gran Premio di Spagna di motociclismo suole essere una delle prime prove del Mondiale di Motociclismo ed attira moltissimi spettatori. Ha molta ripercussione nel mondo dei motori ed è uno degli eventi più desiderati dai piloti. Nel 2007 il Circuito di Jerez de la Frontera raggiunse il record assoluto di presenze per uno spettacolo sportivo in Spagna, coinvolgendo 134.138 persone. Alla città e ai territori accolsero 246.000 turisti (11,7% più dell'anno precedente) che fecero guadagnare 47.400.000 € (2,4% più dell'anno precedente).
- Sant'Antonio: il ciclo festivo è possibile considerarlo il 25 gennaio, festa di Sant'Antonio, con la benedizione degli animali nel parco González Hontoria.
- Feste patronali: La Mercede (24 settembre è il giorno di Madonna della Mercede, Patrona di Jerez) e San Dionigi (il 9 ottobre si commemora il Patrono, San Dionigi l'Areopagita.
- Corpus Domini: a giugno viene commemorata questa festa[131].

## Geografia antropica

### Suddivisioni storiche
Il territorio comunale di Jerez de la Frontera è, con 1.188,14 km², il secondo per estensione in Andalusia. Questo ha favorito lo sviluppo di nuclei abitati separati dal centro urbano principale, nella nominata zona rurale. È composto da una città, sette borghi e sedici quartieri rurali, che fanno un totale di ventiquattro centri urbani.
L'89,25% del totale della popolazione si trova in città, la zona rurale è andata perdendo progressivamente importanza fino a raggiungere 10,75% del totale dei cittadini.
Alcuni di questi nuclei rurali sono fagocitati dalla città principali: in molti casi i centri urbani si trovano annessi o a meno di 50 metri di distanza. Altri, tuttavia, si trovano a più di 30 chilometri del centro storico.
Tutti i nuclei abitati sono connessi con la città per mezzo di autobus, urbani o interurbani.

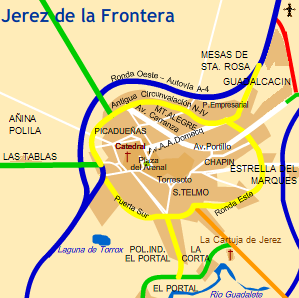
Piano schematico della città a Jerez, dove è possibile osservare la situazione dei suoi borghi e dei quartieri rurali più prossimi.

La relazione dei nuclei abitati del territorio municipale di Jerez è la seguente:
| Nome del quartiere                 | Tipo             | Popolazione 2012 | Collocazione rispetto al centro della città |
| ---------------------------------- | ---------------- | ---------------- | ------------------------------------------- |
| Cuartillos                         | Quartiere rurale | 1.300 ab.        | 11 km est                                   |
| El Mojo-Baldío de Gallardo         | Quartiere rurale | 400 ab.          | 16 km sud-est                               |
| El Portal                          | Quartiere rurale | 700 ab.          | 6 km sud                                    |
| Estella del Marqués                | Borgo            | 1.650 ab.        | 5,5 km est                                  |
| El Torno                           | Borgo            | 1.300 ab.        | 20 km est                                   |
| Gibalbín                           | Quartiere rurale | 550 ab.          | 30 km nord-est                              |
| Guadalcacín                        | Borgo            | 5.500 ab.        | 5 km nord-est                               |
| Jerez de la Frontera (Jerez città) | Città            | 190.000 ab.      |                                             |
| La Barca de la Florida             | Borgo            | 4.353 ab.        | 20 km est                                   |
| La Corta (Jerez de la Fra.)        | Quartiere rurale | 550 ab.          | 3,8 km sud                                  |
| La Ina                             | Quartiere rurale | 800 ab.          | 10 km sud-est                               |
| Las Pachecas                       | Quartiere rurale | 430 ab.          | 8 km sud-est                                |
| Las Tablas, Polila y Añina         | Quartiere rurale | 400 ab.          | 6 km ovest                                  |
| Lomopardo                          | Quartiere rurale | 283 ab.          | 5 km sud-est                                |
| Los Albarizones                    | Quartiere rurale | 420 ab.          | 3,5 km sud-est                              |
| Majarromaque                       | Quartiere rurale | 500 ab.          | 26 km est                                   |
| Mesas de Asta                      | Quartiere rurale | 600 ab.          | 11 km est                                   |
| Mesas de Santa Rosa                | Quartiere rurale | 300 ab.          | 5 km nord                                   |
| Nueva Jarilla                      | Borgo            | 1.600 ab.        | 15 km nord-est                              |
| Puente de la Guareña               | Quartiere rurale | 500 ab.          | 16 km est                                   |
| Rajamancera                        | Quartiere rurale | 485 ab.          | 8 km sud-est                                |
| San Isidro del Guadalete           | Borgo            | 650 ab.          | 15 km sud-est                               |
| Torrecera                          | Borgo            | 1.280 ab.        | 20 km sud-est                               |
| Torremelgarejo                     | Quartiere rurale | 730 ab.          | 10 km est                                   |

Ci sono, inoltre, nuclei minori come:
- Geraldino
- Pinosolete

## Economia

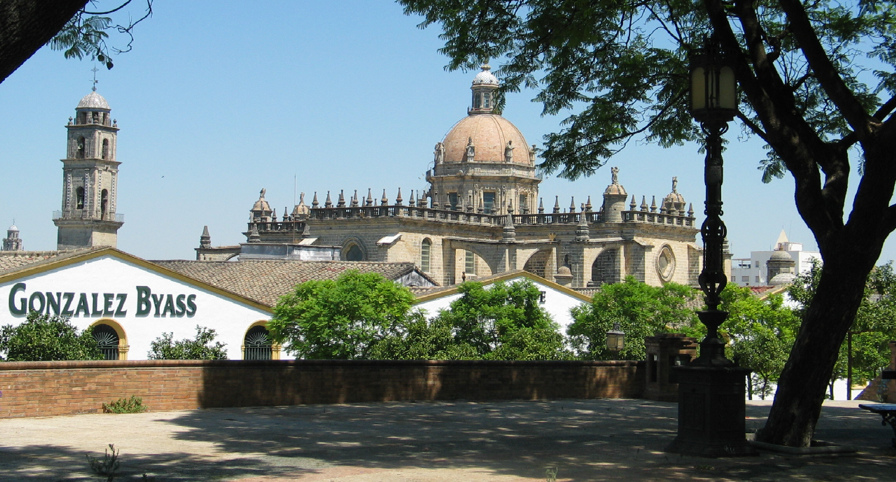
Vista della città

Jerez era tradizionalmente una città centrata sull'industria vinicola, con esportazioni del Jerez-Xérez-Sherry in tutto il mondo. Poiché non contava sulla struttura sociale del funzionariato del quale godevano le altre città, Jerez ha basato la sua economia sull'industria. Oltre alla produzione e commercializzazione di vino, vengono anche coltivati frutta, cereali e ortaggi ed erano diffusi allevamenti equini, essendo il suo Mercato Centrale delle Provviste un riferimento nel territorio.
Dopo la crisi vinicola dell'inizio degli anni novanta, attualmente la città cerca di diversificare l'industria. Un settore economico promosso con successo è il turismo, per la forte identità dei simboli della città (vino/Brandy de Jerez/brandy, flamenco e cavalli), l'attrattiva dei festeggiamenti e dell'importante patrimonio storico che possiede, oltre ad eventi come il Motomondiale.
Parallelamente, altre azioni sono orientate sull'ubicazione della città come centro logistico dell'Andalusia occidentale, con grandi superfici e navi da carico, cercando le sinergie tra la ferrovia, l'Aeroporto di Jerez e i porti vicini o il Parco Tecnologico Agroindustriale di Jerez, nel quale si sta inserendo l'Università di Cadice attraverso il Campus di Jerez. Si tenta anche di promuovere la cultura imprenditoriale ed esistono esperienze in una moneta complementare.

## Infrastrutture e trasporti

### Strade e autostrade
Le autostrade che connettono Jerez con altre popolazione hanno un raccordo ad arteria radiale rispetto alla provincia di Cadice e la provincia di Siviglia. I suoi principali accessi sono i seguenti:
| Simbolo  | Itinerario | Osservazioni                                                                                                 |
| -------- | --- | --- |
| A-4 E-5  | Madrid - Córdoba - Sevilla - Dos Hermanas - Aeroporto di Jerez - Jerez - El Puerto de Santa María - Puerto Real - Cádiz | Il tratto compreso tra Dos Hermanas e l'aeroporto di Jerez è una carreggiata convenzionale di due direzioni. |
| AP-4 E-5 | Sevilla - Jerez - Cadice                                                                                                | Il tratto tra Jerez e Cadice fu aperto nell'ottobre 2005.                                                    |
| A-381    | Jerez - Medina-Sidonia - Alcalá de los Gazules - Los Barrios                                                            | Collega Jerez con la Janda e il Campo di Gibilterra                                                          |
| A-382    | Jerez - Jédula - Arcos de la Frontera                                                                                   | Collega Jerez con la Sierra de Cádiz                                                                         |
| A-480    | Chipiona - Sanlúcar de Barrameda - Jerez                                                                                | Collega la costa nordorientale di Cadice con Jerez                                                           |

### Ferrovie

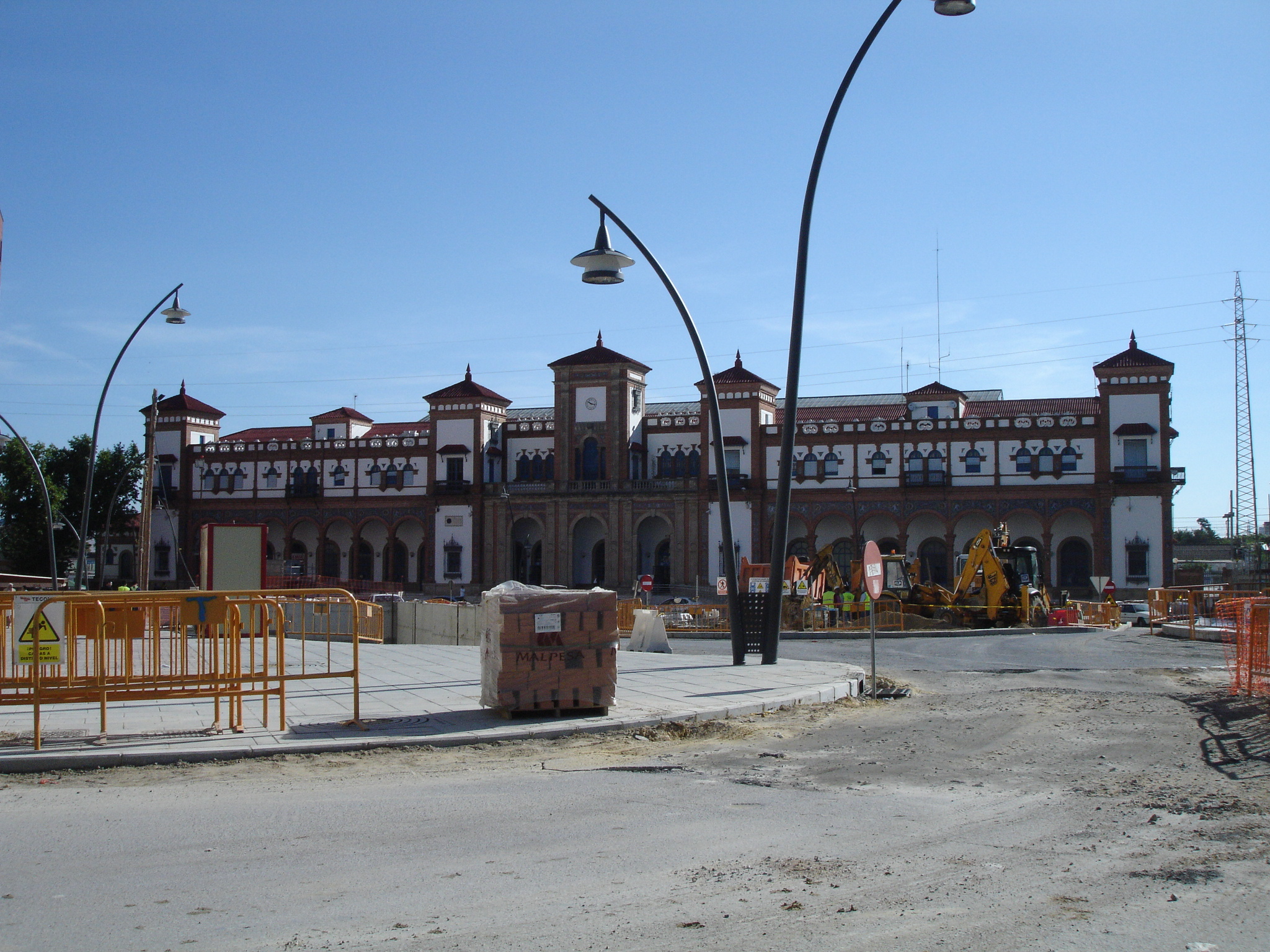
Piazza della Stazione, in ricostruzione nel 2008. Sullo sfondo, la stazione dei treni, opera di Aníbal González.

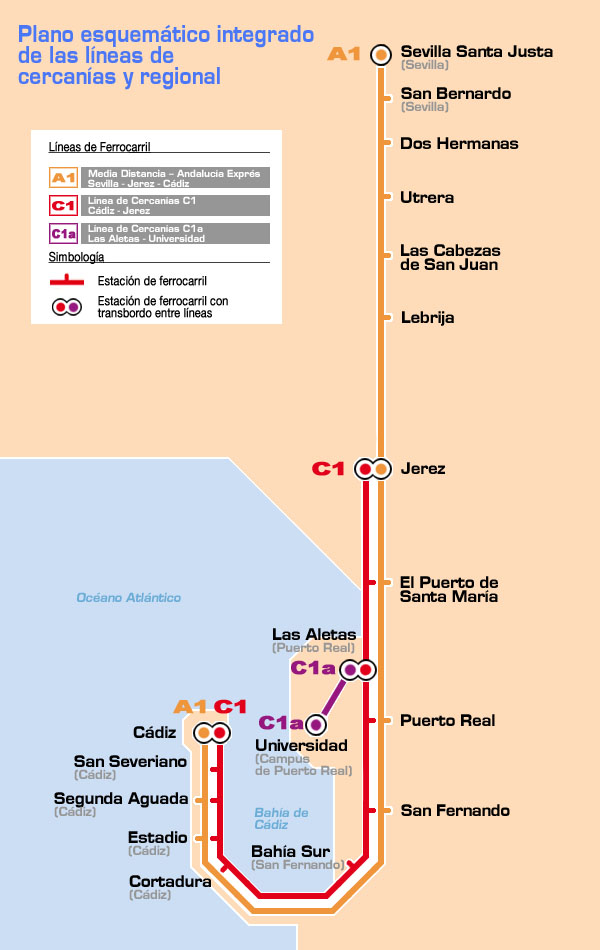
Carta delle linee ferroviarie suburbana e regionale che passano per Jerez.

Jerez prevede una linea ferroviaria dal 1854, quando si costituì la prima linea dell'Andalusia e una delle prime linee della Spagna, tra Jerez e El Puerto de Santa María, che due anni più tardi si sarebbe prolungata sino al porto di Trocadero, a Puerto Real, aveva una lunghezza di 27 chilometri. L'obiettivo di questa linea era trasportare le bottiglie di jerez fino al porto per poi imbarcarle con destinazione Regno Unito. L'edificio attuale è opera di Aníbal González, nel suo caratteristico stile neomoresco.
La stazione di Jerez
È la stazione ADIF con maggior transito di passeggeri della provincia e la quarta dell'Andalusia, dopo quelle di Siviglia-Santa Justa, Córdoba e Málaga. In essa si possono raggiungere le seguenti destinazioni:
- Linea regolare locale Jerez-Cádiz:[141] con fermate all'Aeroporto de Jerez, Jerez, El Puerto de Santa María, Valdelagrana, Las Aletas, Università (Campus di Puerto Real)[142], Puerto Real, San Fernando, Bahía Sud (San Fernando), Cortadura (Cadice), Estadio (Cadice), Segunda Aguada (Cadice), San Severiano (Cadice) e Cadice (stazione principale).

Linea regolare regionale Siviglia-Jerez-Cadice
Con fermata a Cadice (stazione principale), Segunda Aguada (Cadice), Estadio (Cadice), San Fernando, Puerto Real, El Puerto de Santa María, Jerez, Lebrija, Las Cabezas de San Juan, Utrera, Dos Hermanas, San Bernardo (Siviglia) e Santa Justa (stazione principale di Siviglia).
Grandi raccordi
Nella stazione ferroviaria di Jerez si svolgono viaggi regolari verso le seguenti città:
| - Barcellona---Annullato da Renfe. - Ciudad Real - Córdoba - Madrid - Malaga (raccordo Dos Hermanas). - Tarragona ----Annullato da Renfe. - Saragozza----Annullato da Renfe. |

- Nei prossimi anni, la città disporrà del servizio di Alta Velocità[144].

La stazione dell'Aeroporto di Jerez fa normalmente da allacciamento con la linea regolare delle vicine Jerez-Cadice e la linea regolare regionale Siviglia-Jerez-Cadice, facilitando l'accesso e la comunicazione con l'Aeroporto di Jerez.

### Aeroporti

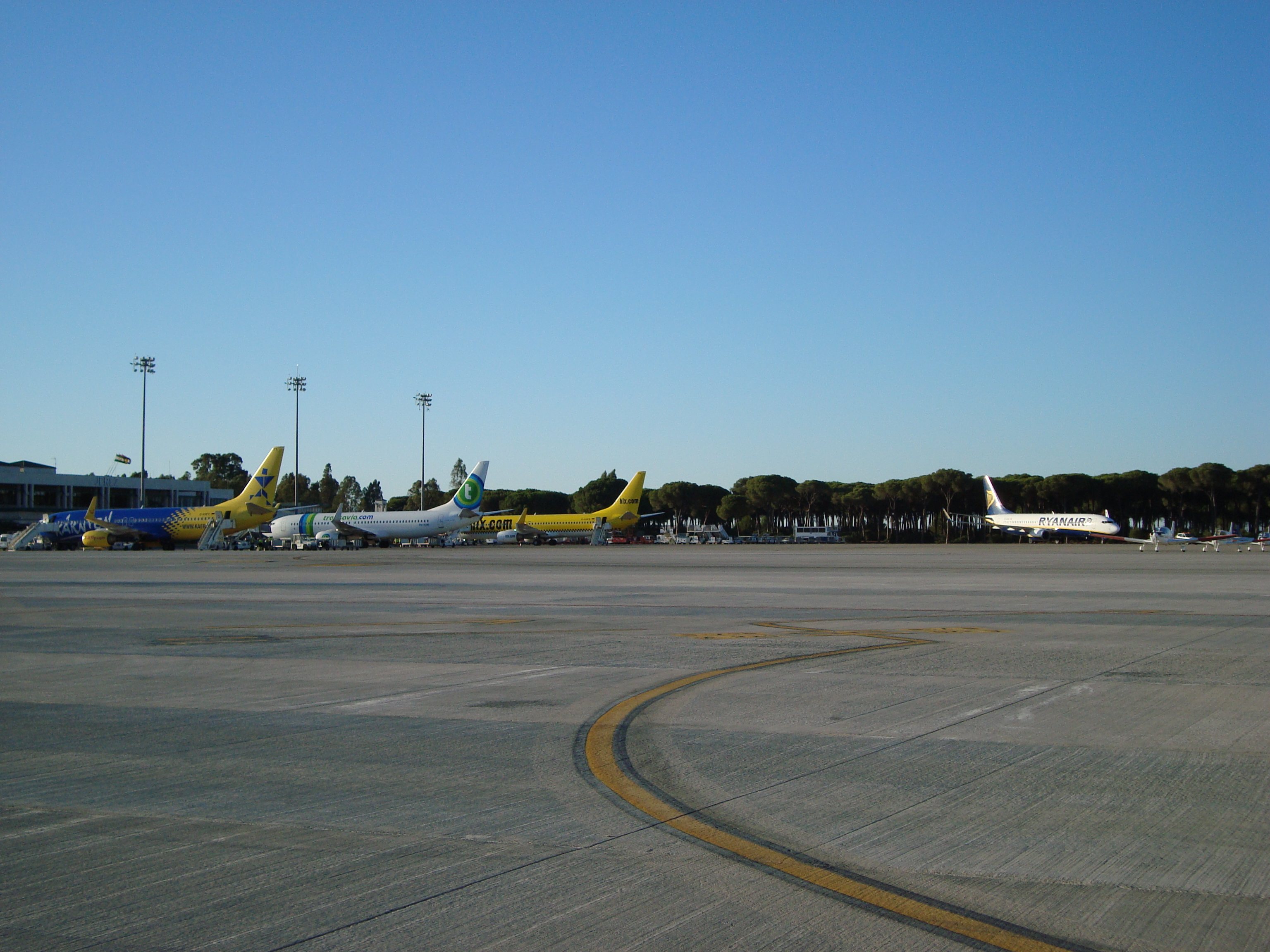
Aeroporto di Jerez

L'Aeroporto Internazionale di Jerez (IATA: XRY, OACI: LEJR) è l'unico aeroporto civile sul territorio spagnolo della provincia e uno dei principali accessi. Si trova situato a 8 chilometri a nord-est del centro. Si costruisce nel 1937 e si apre al traffico commerciale nel 1946, nel 1992 viene convertito in aeroporto ad uso esclusivamente civile, dopo aver spostato la base militare aerea a Morón de la Frontera.
Nel 2006 l'aeroporto mosse 1.381.560 passeggeri, con una crescita del 6,51% rispetto al 2005 e del 23,64% rispetto al 2004.
È il terzo aeroporto dell'Andalusia per numero di passeggeri, dietro all'aeroporto di Malaga e a quello di Siviglia.
L'aeroporto è comunicante con la città attraverso una regolare linea di autobus e lo è anche con El Puerto de Santa María e Cadice. Nei progetti generali dello Stato per il 2008 sono state previste varie idee per ampliare le infrastrutture dell'aeroporto. Il 7 settembre 2011 fu inaugurata la stazione ferroviaria dell'aeroporto di Jerez, situata negli stessi edifici aeroportuali della città. Jerez è così la seconda città con un aeroporto accessibile da treni.

### Modalità urbana

#### Autobus

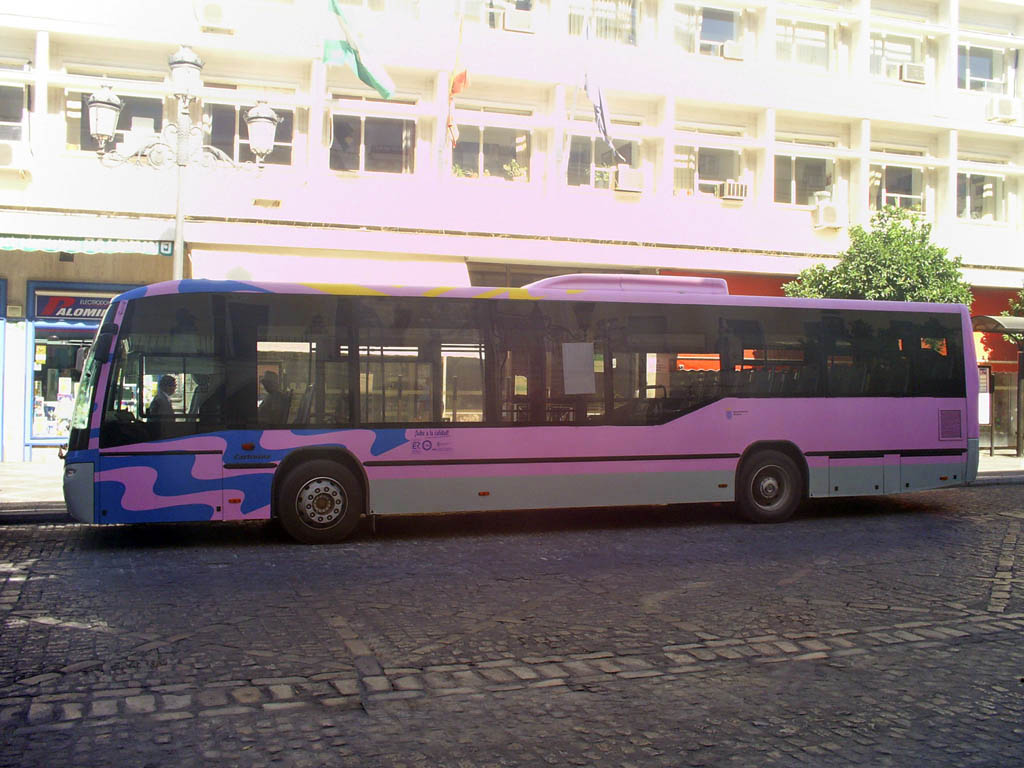
Gli autobus urbani a Jerez sono di uno sgargiante color rosa che li differenzia dagli interurbani.

Il trasporto urbano di Jerez è gestito dal gruppo Urbanos Amarillos, che assorbì il Grupo Samar che lo ha gestito dal 12 novembre 2010. In precedenza era in mano all'impresa COJETUSA (Corporación Jerezana de Transportes Urbanos S.A. - in italiano: Corporazione Jerezana di Trasporti Urbani S.A.). Ci sono 16 linee di autobus, con caratteristici e sgargianti autobus di colore rosa e altri di colore azzurro e bianco. Attualmente il servizio di trasporto urbano prevede l'ampliamento del parco di autobus con l'acquisizione di 21 nuove unità che rafforzeranno quelli esistenti.
- L 1 Esteve-San Telmo-Constitución
- L 2 Esteve-Picadueñas
- L 3 Esteve-La Plata-Mosto-San Juan de Dios
- L 4 Esteve-García Lorca-El Altillo
- L 5 Esteve-Campus-Guadalcacín
- L 6 Esteve-Campus-La Granja
- L 7 Angustias-La Pita-Estella del Marqués
- L 8 Circunvalación I
- L 9 Circunvalación II
- L 10 Canaleja-Atlántico-Esteve-Hacienda-Hospital
- L 12 Alcázar-C. Salud San Telmo-El Portal/Guadabajaque
- L 13 Alcázar-Blas Infante-Asisa
- L 14 Esteve-Villas Este-La Marquesa
- L 16 Casinos-Hipercor-Ortega Y Gasset
- L 19 Nueva Jarilla-Guadalcacín-Angustias
- L 20 Rotonda-García Lorca-Guadalcacín

#### Tram
La Giunta dell'Andalusia annunciò nel 2008 che avrebbe finanziato la costruzione di una tranvia a Jerez. La prima linea progettata inizierà il suo tragitto a Guadalcacín, e passerà attraverso La Granja, Delicias, il campus universitario, la stazione, il centro storico e proseguirà il suo cammino verso l'ospedale generale. Questa linea 1 presterà servizio ad alcune centinaia di migliaia di abitanti (quasi la metà della popolazione cittadina). Insieme a questa prima linea è prevista la creazione di una seconda che collegherà la zona nord con la sud e una terza circolare.
Jerez sarà inoltre integrata in futuro dal sistema tranviario della baia di Cadice, collegando la città con Cadice in solo 29 minuti, contro gli attuali 50 che sono necessari attualmente. Questo è possibile grazie alla costruzione del secondo ponte sulla baia di Cadice. Inoltre permetterà un collegamento più rapido e comodo con altre località della Baia di Cadice e la connessione ferroviaria con Chiclana, attualmente inesistente.
Il 30 agosto 2011, il nuovo sindaco di Jerez, María José García Pelayo, rimandò uno scritto al consigliere dell'Innovazione, della Scienza e dell'Impresa della Giunta dell'Andalusia, Antonio Ávila, rifiutando formalmente il progetto della tranvia urbana. Il rifiuto fu motivato principalmente dai costi annuali derivanti dalla tranvia, circa 5.000.000 € all'anno. Il consiglio considerò allora che il progetto era un investimento irrealizzabile, specialmente in un momento di crisi economica che obbligava a dare la priorità alle attuazioni e le decisioni dovevano essere prese nel quadro di un piano economico finanziario, date le condizioni e situazioni della debilitata tesoreria municipale.

#### Piste ciclabili
Jerez, con 17 chilometri di piste ciclabili che principalmente percorrono le grandi vie della città: Avd. Álvaro Domecq, Ctra. Madrid-Cádiz, Avd Juan Carlos I, Avd. de la Universidad, Avd la Granja, Avd de Andalucía, Ctra. Circunvalación.

### Modalità interurbana

#### Autobus

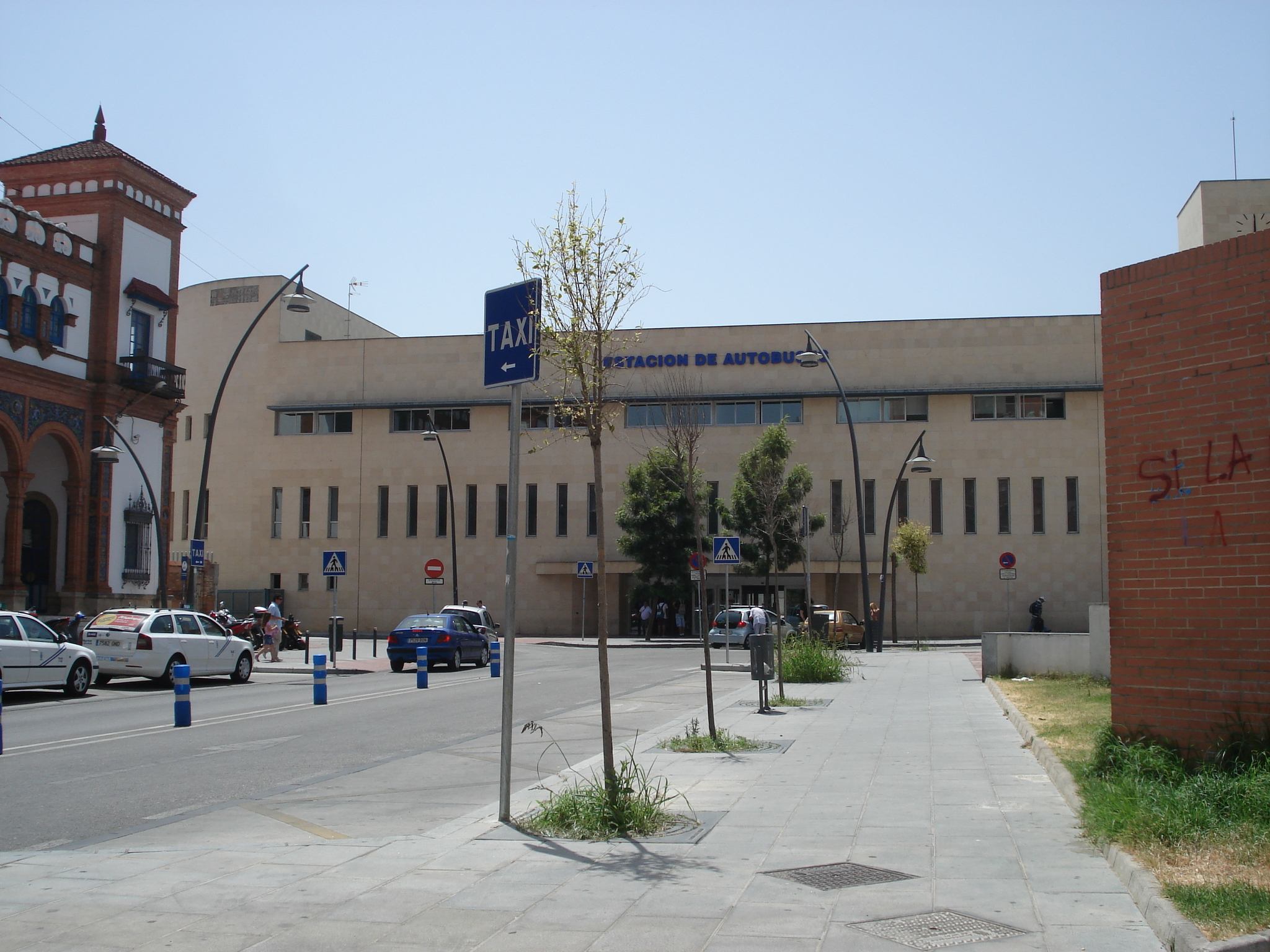
Stazione centrale degli autobus di Jerez

L'attuale stazione degli autobus di Jerez de la Frontera è gestita dal Comune della località dal 2010. Questa nuova stazione si trova unita alla stazione dei treni dal 2006, essendo pianificate opere maggiori per il 2013. Da essa furono realizzati viaggi regolari verso le seguenti città:
| - Alcalá del Valle - Algeciras - Barbate - Cadice - Chiclana de la Frontera - Chipiona - El Puerto de Santa María | - Los Barrios - Madrid - Malaga - Medina-Sidonia - Ronda - Rota - San José del Valle | - San Fernando - Sanlúcar de Barrameda - Siviglia - Trebujena - Zahara de los Atunes |

Inoltre vi sono autobus quotidiani e regolari diretti all'aeroporto e ai borghi più lontani di Jerez, mentre i più vicini sono collegati attraverso autobus urbani.

## Amministrazione
La città di Jerez è governata dal Comune di Jerez de la Frontera, i cui rappresentanti, come accade negli altri municipi della Spagna, sono scelti ogni quattro anni attraverso un suffragio universale di tutti i cittadini maggiori di 18 anni d'età. L'organico è presieduto dal Sindaco di Jerez, dal 2011, María José García-Pelayo.
Divisione del 2007
Jerez, proteggendosi nella Legge delle Grandi Città si divise amministrativamente in tre grandi distretti, che a loro volta si suddivisero in quartieri. Ciascuno dei distretti era amministrato da un delegato speciale della sindaco per il suddetto distretto, senza che esistesse al momento una Giunta Municipale del Distretto, portato da un Delegato del Distretto, con competenze centrate sulla canalizzazione della partecipazione cittadina negli stessi. Nel maggio 2007 si portò a capo la divisione amministrativa strutturando la città nei seguenti tre grandi distretti, lasciando ai margini il centro storico e la zona rurale, i quali dipendevano direttamente dal municipio e dalla Delegazione del Mezzo Rurale rispettivamente. I distretti erano i seguenti:
- Distretto Nord, comprende la zona nord ed ovest della città[154].
- Distretto Sud, comprende la zona sud della città[155]
- Distretto Granja-Delicias, comprende la zona est della città[156]

A causa dell'ampiezza dei distretti, fu chiesto da varie associazioni di cittadini che se ne ampliasse il numero, comprendendo una popolazione più piccola e omogenea tra i propri stessi vicini. L'8 settembre 2009 fu annunciata la creazione del Distretto Centrale e la separazione del Distretto Granja al Delicias.
Divisione attuale
Il 26 agosto 2011, il nuovo Governo municipale pose una nuova divisione nei sette distretti. La sua approvazione finale richiese tre tappe: assemblee informative, periodo di allegazioni e redazione della proposta definitiva, entrando in vigore nel gennaio 2012. Gli attuali distretti sono: Nord, Ovest, Centro, Sud, Nord-est, Est e Rurale.

### Lista dei sindaci dal secolo XX in poi
(in spagnolo: alcalde)
| Periodo | Periodo | Primo cittadino                       | Partito                                                                          | Carica  | Note |
| ------- | ------- | ------------------------------------- | -------------------------------------------------------------------------------- | ------- | ---- |
| 1905    | 1907    | Julio González Hontoria               |                                                                                  | Sindaco |      |
| 1909    | 1909    | Francisco de P. Velarde Beigbeder     |                                                                                  | Sindaco |      |
| 1909    | 1909    | José M.a Fernández Gao                |                                                                                  | Sindaco |      |
| 1909    | 1909    | Francisco Fernández del Castillo      |                                                                                  | Sindaco |      |
| 1910    | 1910    | Conde de Puerto Hermoso               |                                                                                  | Sindaco |      |
| 1914    | 1914    | Julio González Hontoria               |                                                                                  | Sindaco |      |
| 1915    | 1915    | Pedro L. Lassaletta Crussoe           |                                                                                  | Sindaco |      |
| 1916    | 1916    | Manuel Ant. de la Riva González       |                                                                                  | Sindaco |      |
| 1916    | 1916    | Manuel Gutiérrez Quijano              |                                                                                  | Sindaco |      |
| 1916    | 1916    | Julio González Hontoria               |                                                                                  | Sindaco |      |
| 1917    | 1917    | Francisco Álvarez Antón               |                                                                                  | Sindaco |      |
| 1917    | 1917    | Pedro Díaz López                      |                                                                                  | Sindaco |      |
| 1917    | 1917    | Marcelino Picardo Celis               |                                                                                  | Sindaco |      |
| 1918    | 1918    | Pablo Porro Bermejo                   |                                                                                  | Sindaco |      |
| 1918    | 1918    | José García-Mier y Fdez. de los Ríos  |                                                                                  | Sindaco |      |
| 1919    | 1919    | Doegp Belarde Santisteban             |                                                                                  | Sindaco |      |
| 1920    | 1920    | Dionisio García Pelayo y Cordoncillo  |                                                                                  | Sindaco |      |
| 1921    | 1921    | Pedro Díaz López                      |                                                                                  | Sindaco |      |
| 1921    | 1921    | José González Pineda                  |                                                                                  | Sindaco |      |
| 1923    | 1923    | Dionisio García Pelayo y Cordoncillo  |                                                                                  | Sindaco |      |
| 1923    | 1923    | Eduardo Freyre y García de Leaniz     |                                                                                  | Sindaco |      |
| 1923    | 1923    | Marqués de Villamarta                 |                                                                                  | Sindaco |      |
| 1925    | 1925    | Federico de Isási y Dávila            |                                                                                  | Sindaco |      |
| 1928    | 1928    | Enrique Rivero Pastor                 |                                                                                  | Sindaco |      |
| 1930    | 1930    | Juan J. Sánchez y Sánchez Balias      |                                                                                  | Sindaco |      |
| 1931    | 1931    | Santiago Lozano Corralón              |                                                                                  | Sindaco |      |
| 1931    | 1931    | Manuel Moreno Mendoza                 |                                                                                  | Sindaco |      |
| 1931    | 1931    | Francisco Germán Salaya Alsina        |                                                                                  | Sindaco |      |
| 1933    | 1933    | Juan Narváez Ortega                   |                                                                                  | Sindaco |      |
| 1935    | 1935    | Manuel Diez Hidalgo                   |                                                                                  | Sindaco |      |
| 1936    | 1936    | Francisco Germán Salaya Alsina        |                                                                                  | Sindaco |      |
| 1936    | 1936    | Antonio Oliver Villanueva             |                                                                                  | Sindaco |      |
| 1948    | 1952    | Antonio Martin-Mateos Mancilla        |                                                                                  | Sindaco |      |
| 1952    | 1957    | Álvaro Domecq Díez                    |                                                                                  | Sindaco |      |
| 1958    | 1958    | Ramón García-Pelayo                   |                                                                                  | Sindaco |      |
| 1958    | 1965    | Tomás García Figueras                 |                                                                                  | Sindaco |      |
| 1965    | 1971    | Miguel Primo de Rivera y Urquijo      |                                                                                  | Sindaco |      |
| 1971    | 1976    | Manuel Cantos Ropero                  |                                                                                  | Sindaco |      |
| 1976    | 1978    | Jesús Mantaras García-Figueras        |                                                                                  | Sindaco |      |
| 1978    | 1978    | José Pérez Luna                       |                                                                                  | Sindaco |      |
| 1978    | 1979    | Juan Manuel Corchado Moreno           |                                                                                  | Sindaco |      |
| 1979    | 1979    | Jerónimo Martínez Beas                |                                                                                  | Sindaco |      |
| 1979    | 2003    | Pedro Pacheco Herrera                 | Partido Andalucista (PA) - dal 2001, Partido Socialista de Andalucía (PSA)       | Sindaco |      |
| 2003    | 2005    | María José García-Pelayo Jurado       | Partido Popular (PP) - Partido Socialista de Andalucía (PSA)                     | Sindaco |      |
| 2005    | 2011    | Pilar Sánchez Muñoz                   | Partido Socialista Obrero Español (PSOE) - Partido Socialista de Andalucía (PSA) | Sindaco |      |
| 2011    | 2015    | María José García-Pelayo Jurado       | Partido Popular (PP)                                                             | Sindaco |      |
| 2015    | attuale | María del Carmen "Mamen" Sánchez Díaz | Partido Socialista Obrero Español (PSOE)                                         | Sindaco |      |

### Gemellaggi
Le città con accordi di gemellaggio con Jerez de la Frontera sono:
- Arles, dal 1980
- Foz do Iguaçu
- Biarritz, dal 1996[159]
- Kiyosu
- Tequila
- Moquegua
- Pisco
- El Paso
- Siviglia

## Sport

### Calcio
Per quel che riguarda il calcio, la città è rappresentata da diversi club. Il principale è lo Xerez Club Deportivo, militante nella Segunda División B spagnola, ma che recentemente, più precisamente nel 2009-2010 partecipò alla Liga, il principale campionato iberico. Tra gli altri club vi sono lo Jerez Industrial Club de Fútbol che gioca in Prima Divisione Andalusa, mentre c'è anche nuova squadra, lo Xerez Deportivo Fútbol Club, fondato nel 2013 e nato sulle ceneri dello Xerez Club Balompié. Partecipa alla Seconda Divisione Provinciale di Cadice.

### Pallacanestro
Jerez viene rappresentata nel mondo della palla a spicchi da due squadre: il DLV Jerez, che si trova nella Liga EBA, corrispondente alla quarta divisione e dalla squadra femminile del Chapín Jerez Balnócesto.

### Altri sport
Jerez è stata scelta per la Vuelta (in italiano: Giro ciclistico di Spagna) al fine di iniziare o concludere varie tappe durante le edizioni degli anni 1950, 1970, 1979, 1984, 1986, 1992 e 1997. Diverse tra queste tappe sono state prove a cronometro con inizio e fine nella città stessa. Nell'edizione del 1986 fu scelta per ospitare l'ultima tappa, proprio una cronometro per le vie della città e ponendo termine, quell'anno, all'intera competizione.

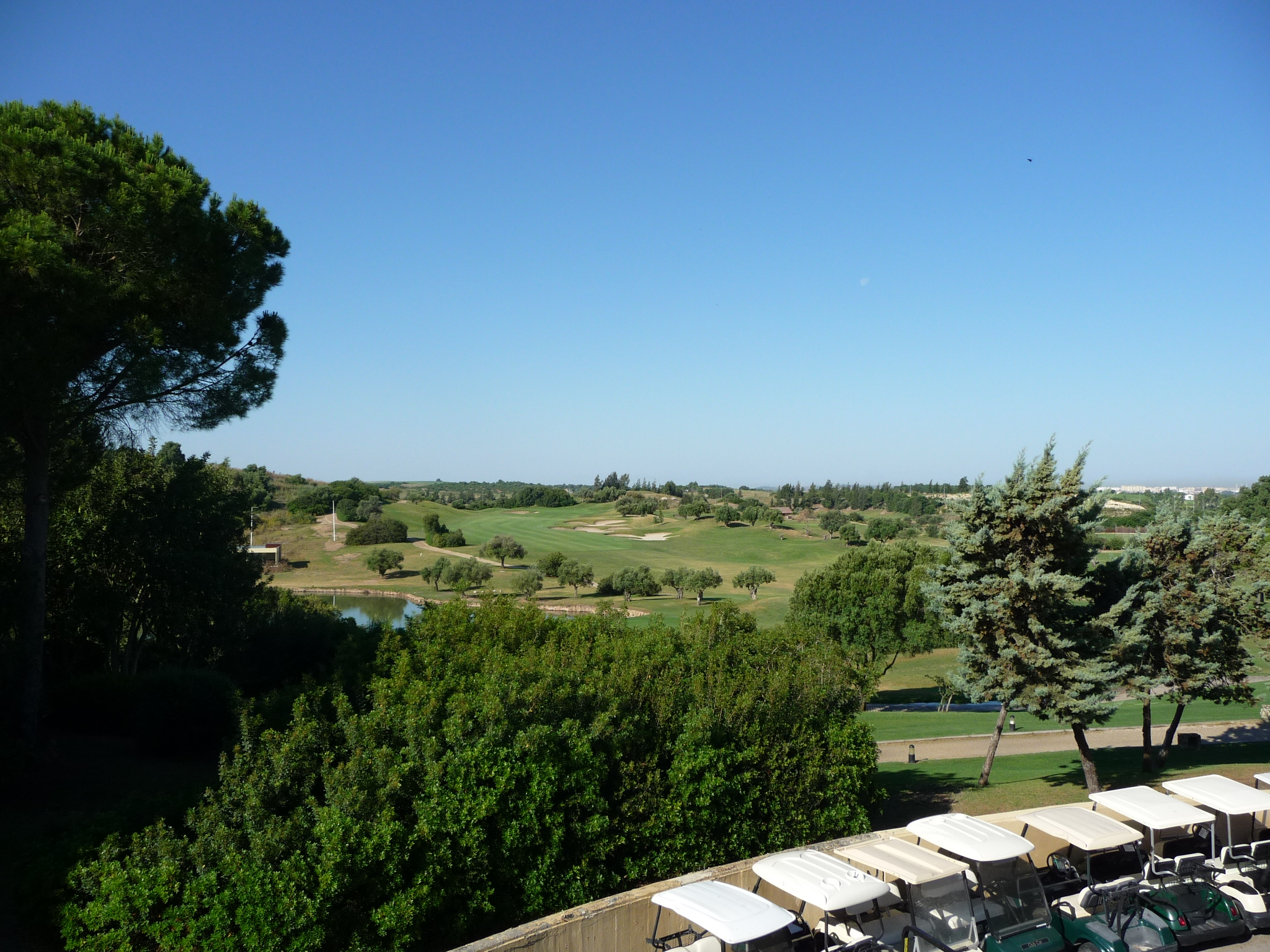
Golf Montecastillo

Altra squadra importante della città è il Club Natación Jerez (club di nuoto), vincitore di diversi campionati in svariate categorie, che ha conquistato il Campeonato de España Máster in parecchie occasioni. Così come il Club Gimnasia Ritmica Jerez (quello di ginnastica ritmica), partecipante in svariate competizioni regionali e con componenti campioni dell'Andalusia. Tutti questi svolgono i propri allenamenti in diverse piscine coperte pubbliche della città.
Riguardo al golf, la località prevede un campo comunale a sud della città (Sherry Golf Jerez) e il campo di Montecastillo, a nord-est, in un lussuoso complesso alberghiero che comprende un centro di alto rendimento sportivo usato per la concentrazione di squadre blasonate quali Manchester United o Real Madrid.
Jerez possiede anche un club di tennis e volano chiamato ATJ Asociación Tenis Jerez). È stato sede di tornei molto importanti a livello autonomo.
La città è sede della gara di cani più antica di Spagna, la Copa La Ina de Galgos, con 100 anni d'antichità.

### Impianti sportivi

#### Complesso Polisportivo di Chapín
Situato nel distretto nord-est, si trova il Complesso Polisportivo di Chapín, la maggior concentrazione di installazioni sportive della città. La struttura più rappresentativa è l'Estadio Municipal de Chapín, con una capienza di 20.523 spettatori, che è la sede dello Xerez Club Deportivo e del neonato Xerez Deportivo Fútbol Club. Lo stadio fu una delle sedi del trofeo internazionale di club Coppa della Pace 2009 ed è uno scenario frequente di diverse prove di atletica. La Spagna giocò qui una partita amichevole di calcio contro la Germania nel 1995. Attualmente è previsto che in breve la Fundación Real Madrid apra una scuola all'interno del complesso.
Al suo interno si trova anche il Palazzetto dello Sport di Chapín, casa delle due squadre di pallacanestro della città, il DLV Jerez maschile e il Chapín Jerez Balnócesto femminile. La Spagna giocò qui un'amichevole di basket nel 2006.
Il Complesso Polisportivo Chapín è anche la sede di varie squadre di atletica. Tra esse il Puma Chapín Jerez, uno dei maggiori team di atletica spagnoli, durante gli anni dal 2001 al 2008 mantenne il titolo maschile di campioni di Spagna per club ininterrottamente. È stato Campione della Copa del Rey di atletica in varie occasioni.
Nelle strutture ippiche si trova la "Escuela Municipal de Equitación" (in italiano: "Scuola Municipale di Equitazione").

#### Estadio de la Juventud
L'Estadio de la Juventud, situato nel distretto sud, ha una capienza di 5.000 spettatori, delle dimensioni di 108x69 metri ed ha la possibilità da parte della LFP di ospitare partite di calcio professionistiche. Fu adattato a questa normativa quando lo Xerez Club Deportivo si vide obbligato a giocare in questo campo durante la modernizzazione dell'Estadio Municipal de Chapín. È lo scenario abituale delle partite casalinghe del Jerez Industrial Club de Fútbol. Il recinto sportivo dispone di un campo di erba naturale con una capienza di 5.000 spettatori, un campo di erba artificiale annesso per gli allenamenti, una palestra e un centro polisportivo coperto.

#### Altri impianti sportivi
Jerez possiede altre strutture adatte per la pratica del calcio e dello sport. Tra le più importanti spicca il Complesso Sportivo di La Granja, situato nell'omonimo quartiere nel distretto nord-est.
Il campo di calcio della Canaleja, situato nell'omonimo quartiere nel distretto est e con una capienza di 1.000 persone è la sede dello Xerez Deportivo Fútbol Club. È composto da un campo di calcio in erba, con delle dimensioni di 100x63 metri. Al suo interno sono presenti anche due campi di calcio a 7 più piccoli, di 63x40 metri. Le strutture si completano con quattro spogliatoi per le squadre e uno per gli arbitri, tutto in due edifici.

#### Circuito di Jerez

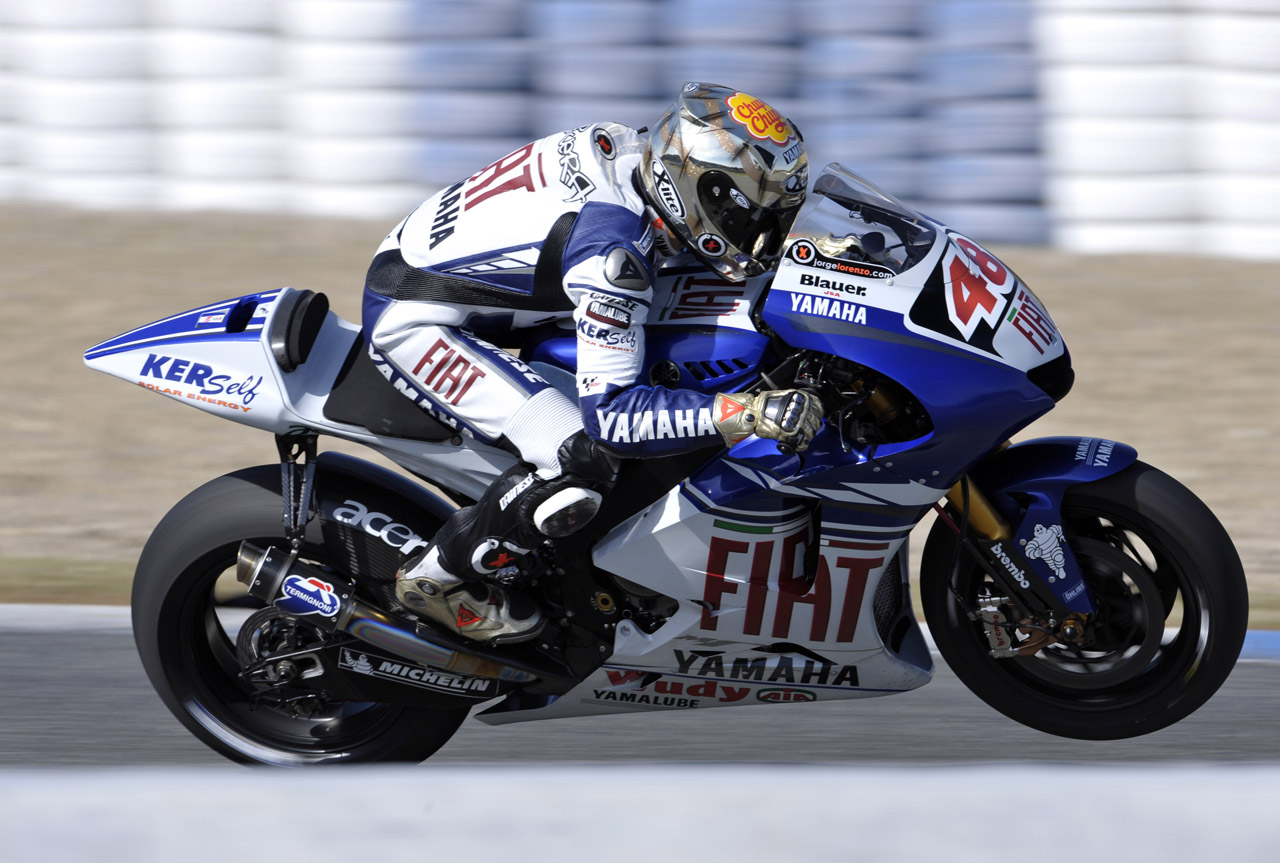
Jorge Lorenzo sul circuito di Jerez.

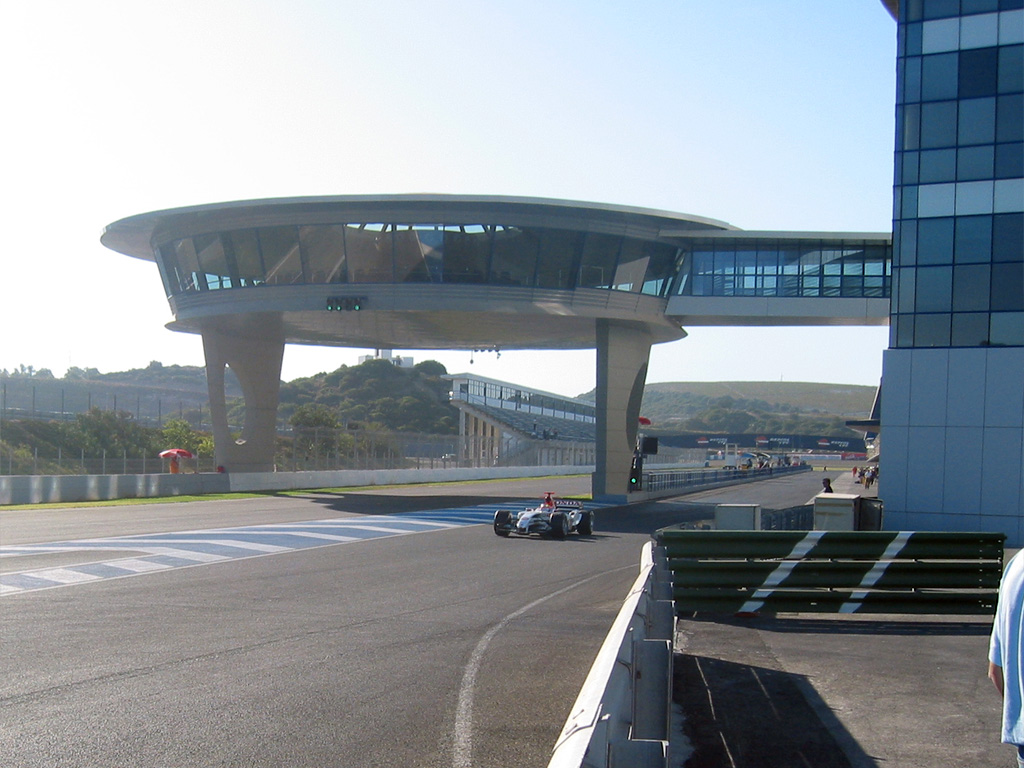
Circuito di Jerez de la Frontera

Jerez ha ospitato prove sportive motoristiche da quando, nel 1958, si iniziò a celebrare il Gran Premio Nostra Signora della Mercede. Tuttavia, i maggiori investimenti in infrastrutture sportive della città sono rappresentati dal circuito di Jerez, situato a 8 chilometri a nord-est della città. È stato sede del Gran Premio di Spagna di Formula 1 dal 1986 al 1990 ininterrottamente e del Gran Premio d'Europa negli anni 1994 e 1997. È lo scenario del Gran Premio di Spagna del Motomondiale dal 1987, la prova regina dell'edizione del 2009 ebbe un seguito in Spagna di 3,2 milioni di spettatori, il 36,6% dell'audience, ma solitamente i dati d'ascolto sono alti in tutto il mondo. All'edizione 2009 giunsero 282.000 visitatori in città, lasciando circa 57.000.000 € in Andalusia, per la maggior parte a Jerez e nei territori confinanti, tra tutte le varie spese, dal costo dei biglietti per assistere alla gara ai trasporti, dagli alberghi al cibo.